# Torbiditi

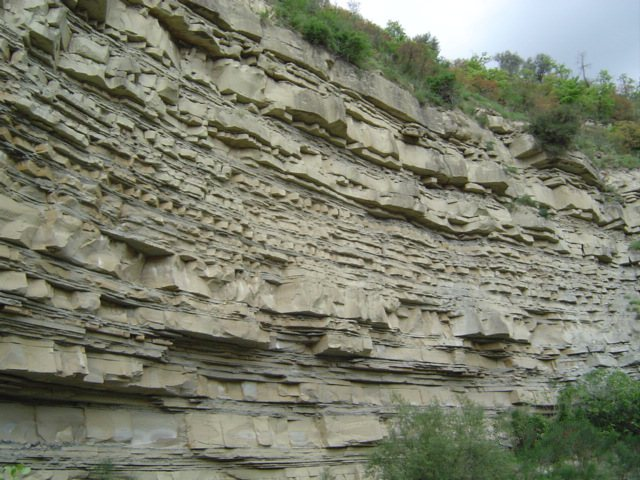
Torbidite: Flysch di Gorgoglione, Miocene

Le torbiditi sono sedimenti clastici (sia terrigeni sia carbonatici). Sono prodotte dalla deposizione di sedimenti per opera di correnti ricche di materiale in sospensione e notevolmente più dense della massa d'acqua in cui si muovono, definite "correnti torbide". Si tratta tipicamente di depositi di mare profondo, anche se il loro meccanismo deposizionale non è esclusivo dell'ambiente sottomarino oceanico.

## Torbiditi di mare profondo

### Processi e materiali

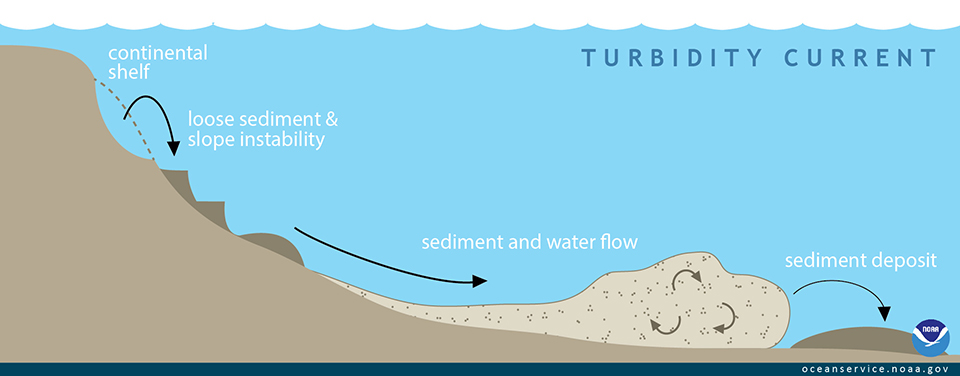
Processo di formazione e propagazione di una corrente torbida, dal franamento di materiale inconsolidato al margine della piattaforma continentale

Le correnti torbide sono correnti di fluido in movimento con materiale in sospensione che si muovono lungo un pendio attraverso aria, acqua o un altro fluido. La corrente si muove per gravità, a causa della propria maggiore densità rispetto al fluido nel quale scorre, dovuta alla presenza di particelle solide in sospensione.

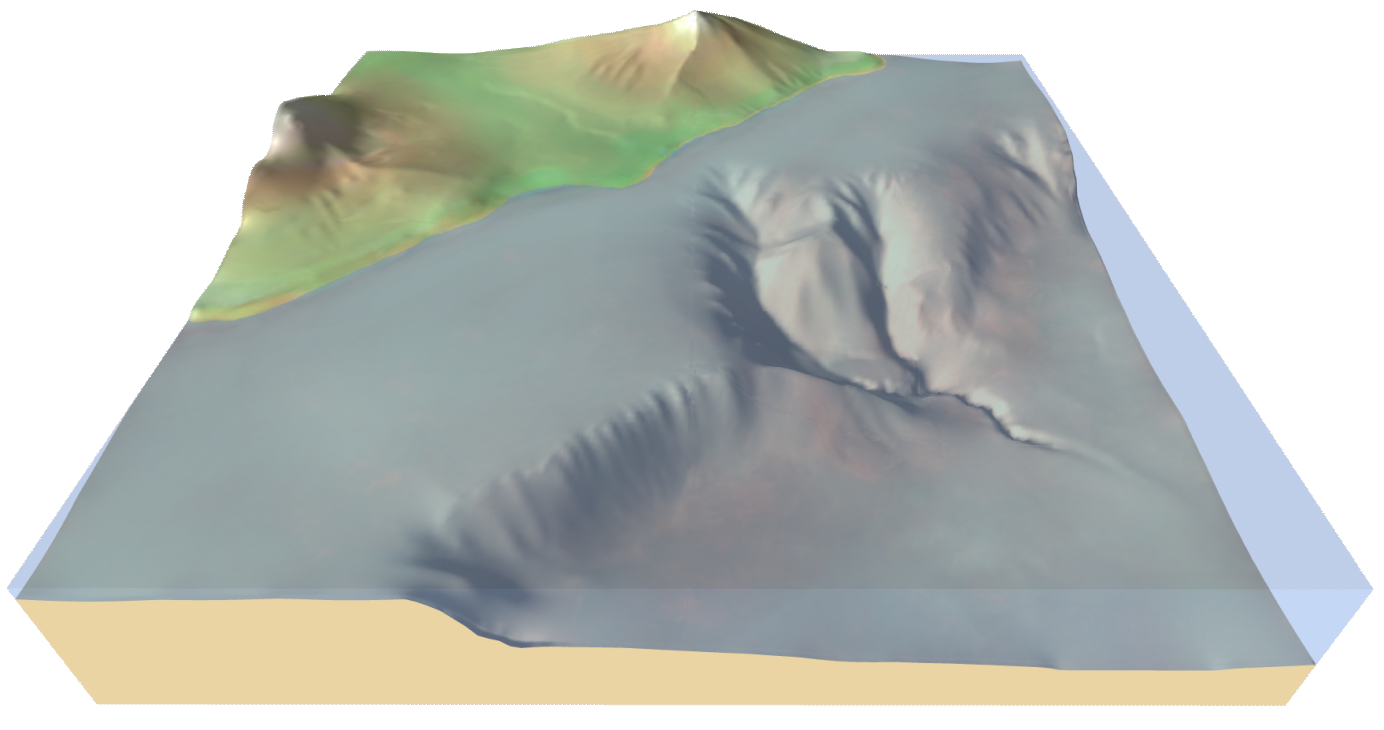
Rappresentazione di canyon sottomarini

Le correnti torbide hanno origine da sedimenti non consolidati deposti sulla piattaforma continentale e sulla scarpata continentale. Questi sedimenti derivano principalmente dalle foci dei fiumi, eventualmente ridistribuiti lungo il margine della piattaforma da tempeste di grande entità. Questi sedimenti possono essere convogliati direttamente fino al margine della piattaforma da piene fluviali eccezionali, oppure rimobilizzati da eventi sismici. Avendo densità maggiore rispetto all'acqua circostante, le correnti così generate (density flow nella terminologia anglosassone) scorrono velocemente verso il basso, per forza di gravità, lungo la scarpata continentale. Si tratta di flussi a elevata turbolenza, con forte capacità erosiva. La velocità di avanzamento della corrente dipende anche dall'inclinazione della scarpata. Aumentando la velocità, aumenta anche l'erosione e la quantità di sedimenti trasportati; questo a sua volta aumenta la densità della corrente e quindi la velocità in un meccanismo di "autoalimentazione", raggiungendo anche velocità dell'ordine di alcune centinaia di chilometri orari (fino a metà della velocità del suono). 

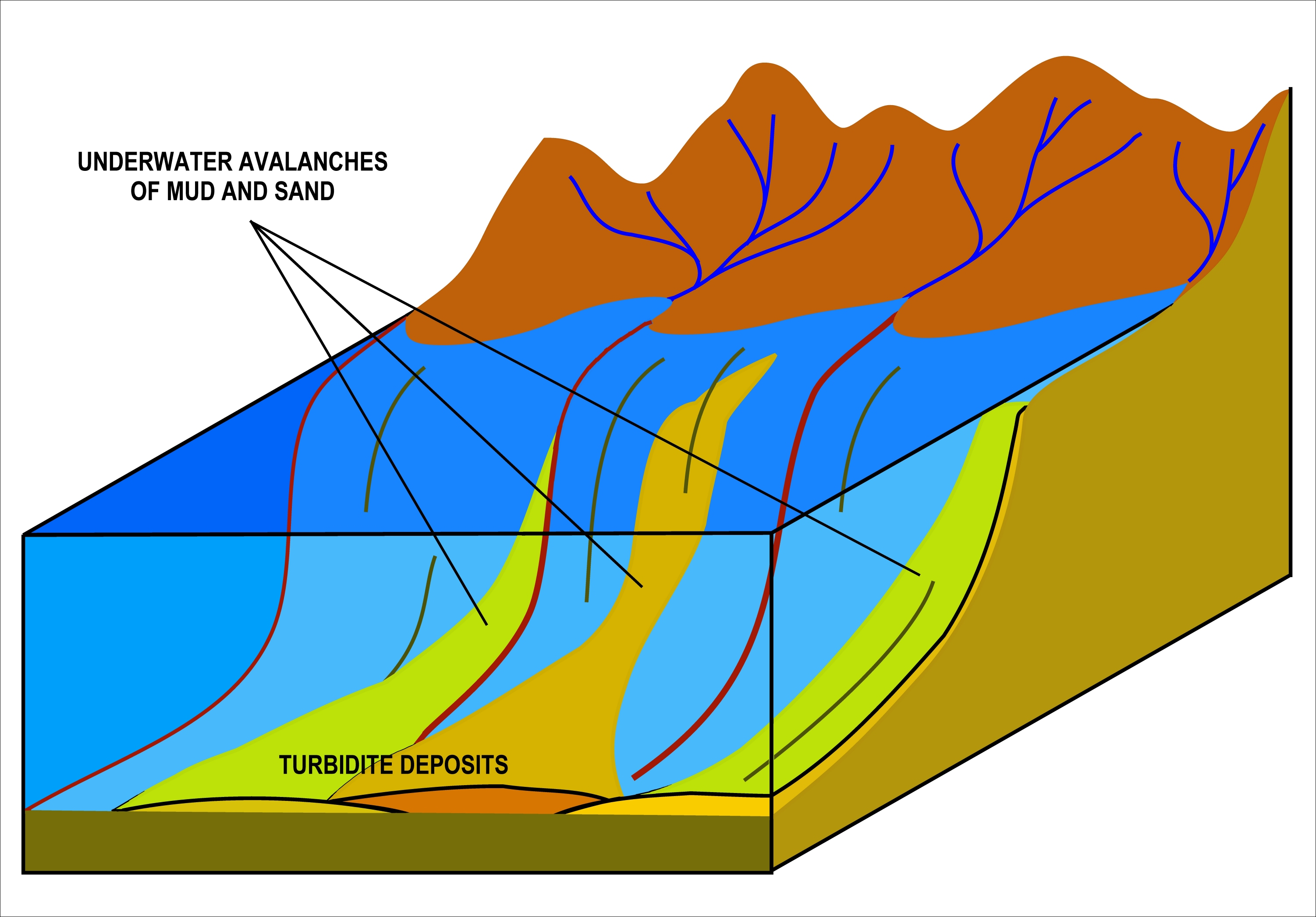
Genesi delle torbiditi da franamenti che coinvolgono sedimenti deposti al margine della piattaforma continentale

Le correnti di torbida possono provocare danni a strutture artificiali sottomarine, come condotte, cavi elettrici, impianti di produzione petroliferi offshore. L'azione erosiva delle correnti torbide scava con il tempo veri e propri canyon sottomarini, che incidono il margine della piattaforma continentale, nei quali si convoglia un numero sempre maggiore di questi eventi accentuando sempre più la profondità dei canyon. Spesso i canyon si situano in corrispondenza delle foci dei fiumi principali, per l'elevato volume di sedimenti che portano.
Con il diminuire della pendenza in corrispondenza del piede della scarpata continentale, le correnti perdono progressivamente velocità e capacità di carico, deponendo gradualmente i sedimenti: nelle parti più prossime alla scarpata i sedimenti più grossolani (ghiaia e sabbia grossolana), ed entro la piana sottomarina le frazioni più fini (sabbia fine, silt, argilla).

#### Torbiditi a bassa densità

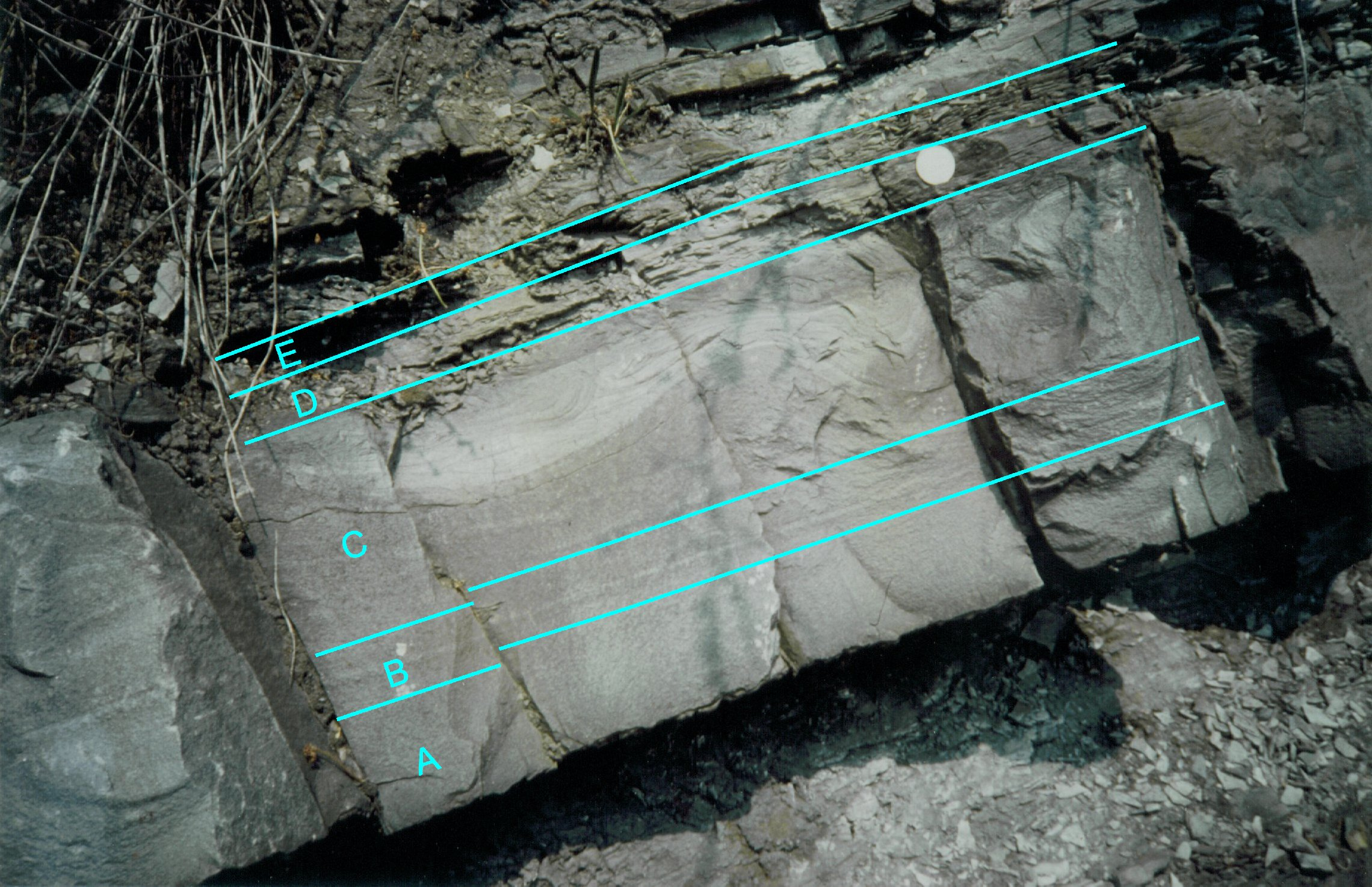
Sequenza di Bouma completa in uno strato torbiditico dal Devoniano della Germania. In questo caso l'intervallo C è a laminazioni convolute.

Ogni evento torbiditico genera uno strato caratterizzato da una particolare successione verticale di strutture interne, chiamata sequenza di Bouma (dal nome dello studioso che la definì originariamente su sedimenti fossili, in affioramento). La sequenza tipica, come descritta da Bouma, può essere suddivisa in cinque intervalli distinti (A-E), partendo dalla base e risalendo verso il tetto dello strato. Nella realtà alcuni intervalli possono mancare: infatti non tutte le correnti torbide hanno uguali livelli di densità e velocità e ognuna di esse ha origine in contesti litologici differenti. Il modello proposto nella classica sequenza di Bouma rappresenta una situazione ideale di deposizione di un singolo strato completo. Alla base della sequenza si trova una superficie di erosione, sopra la quale si depositano man mano i sedimenti, in regimi di flusso con energia decrescente verso l'alto. I fanghi in sospensione infine si depongono per decantazione.
In particolare (dal basso verso l'alto), abbiamo:
- TA: sabbie da molto grossolane a fini con gradazione normale (cioè sempre più fini verso l'alto)[6];

- TB: sabbie medio-fini con laminazione parallela;

- TC: sabbie con laminazione obliqua da ripple mark o lamine convolute;

- TD: sabbie finissime e silt laminati parallelamente;

- TE: fanghi massivi, privi di strutture, spesso con evidenze di attività di organismi (bioturbazioni), a granulometria finissima (argilla, silt).

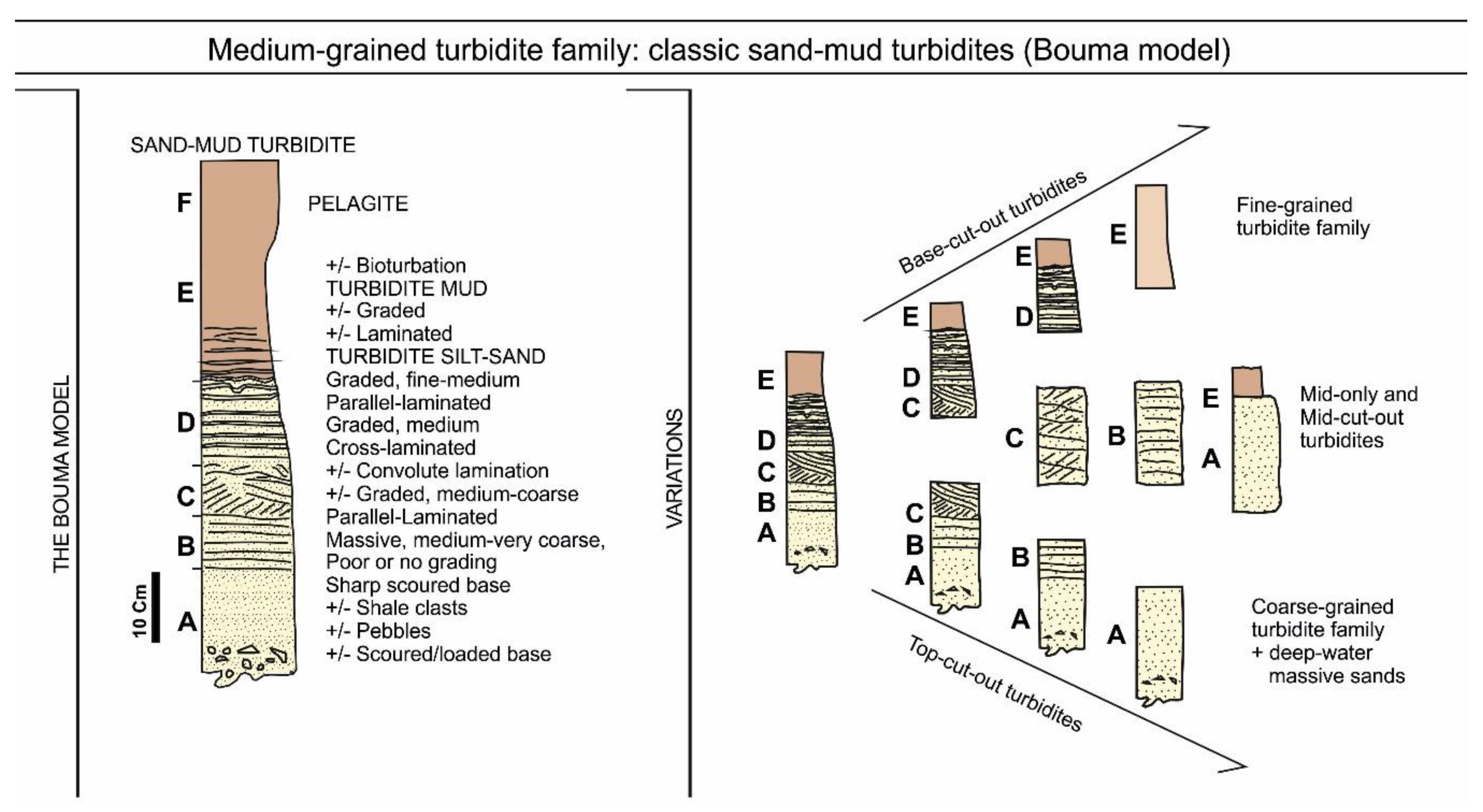
Strutture deposizionali tipiche delle torbiditi: la sequenza di Bouma completa e le varianti dovute a flussi concentrati (sequenze top-cut-out, ovvero troncate alla sommità) e a flussi diluiti (sequenze base-cut-out o troncate alla base)

I termini di questa sequenza corrispondono a velocità e densità progressivamente minori della corrente torbida, e sono stati verificati sperimentalmente, riproducendo in laboratorio correnti torbide con velocità decrescente.
 Quindi nelle parti più prossimali (vicine al punto di origine della corrente), ad esempio in un canale torbiditico, avremo sequenze prevalentemente troncate verso l'alto (ad esempio sequenze TA; TA-B), perché la corrente è ancora molto veloce e le frazioni più fini del sedimento tendono a restare in sospensione nel flusso.
In situazioni intermedie avremo sequenze più complete, fino alla sequenza di Bouma completa (ad esempio TA-C; TA-D; TA-E). 
Nella parte distale (lontana dal punto di origine della corrente) del deposito avremo sequenze troncate verso il basso (cioè mancanti delle frazioni più grossolane del sedimento), perché ormai il flusso della corrente è molto diluito e porta in sospensione sedimento molto fine (ad esempio sequenze TB-E; TC-E; TD-E).
Gli ultimi termini che si depongono, per decantazione, sono i fanghi torbiditici (TE), ormai nella piana abissale, che possono essere alternati (tra un episodio torbiditico e un altro a fanghi di sedimentazione normale, con forte componente biogenica (ad esempio "fanghi a globigerine" o a "fanghi a radiolari").
L'analisi sedimentologica di facies è quindi diagnostica sia del tipo di sistema torbiditico sia della posizione nell'ambito del sistema stesso, e può fornire criteri predittivi per la distribuzione delle facies e delle proprietà petrofisiche correlate. Questo tipo di analisi viene condotta ad esempio sulle carote tagliate nei pozzi perforati per la ricerca di idrocarburi per la costruzione di modelli numerici in grado di descrivere qualitativamente e quantitativamente il reservoir.

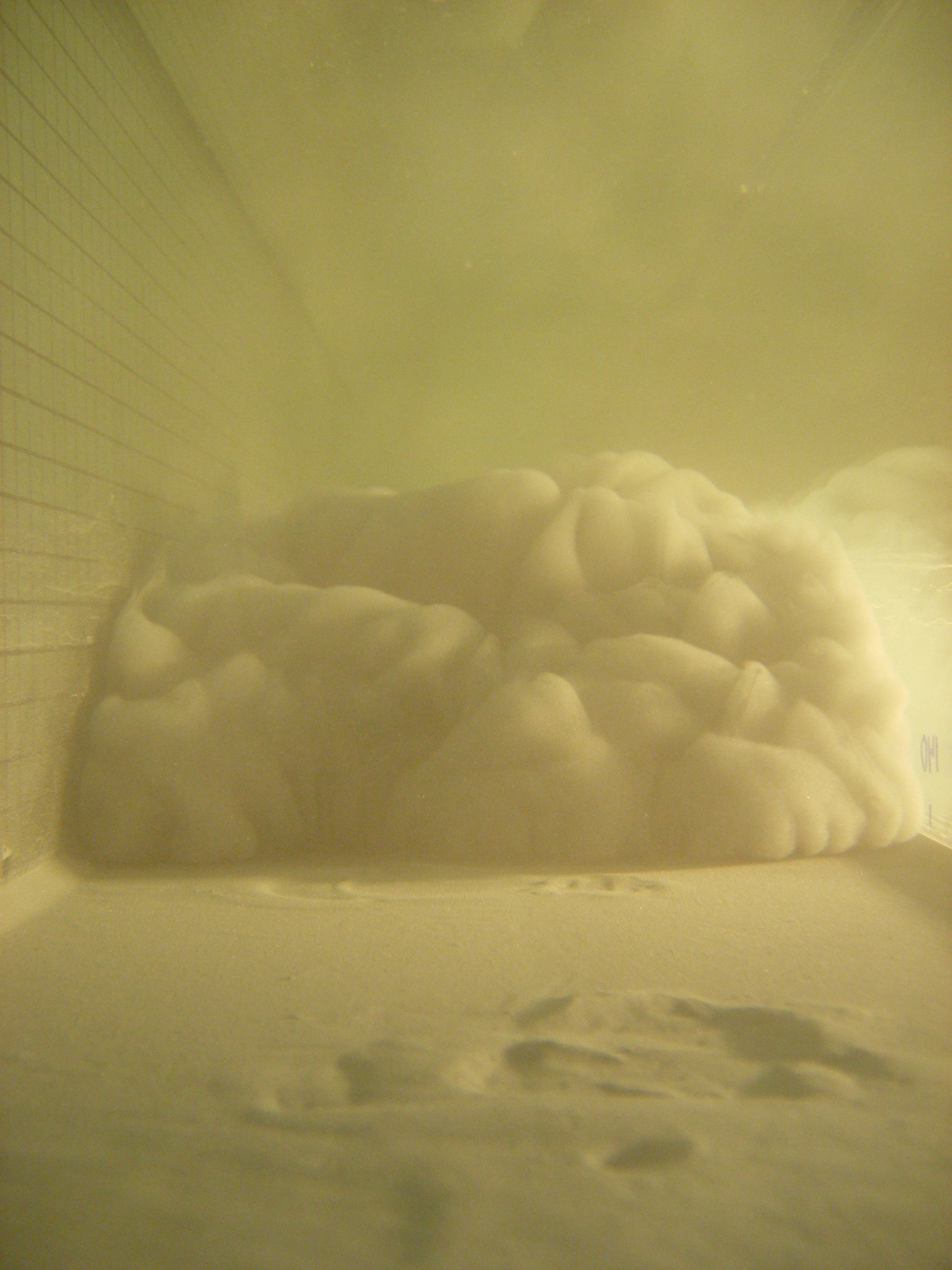
Modello sperimentale di flussi a diversa densità, che esemplifica il comportamento di un flusso torbiditico, in veduta frontale
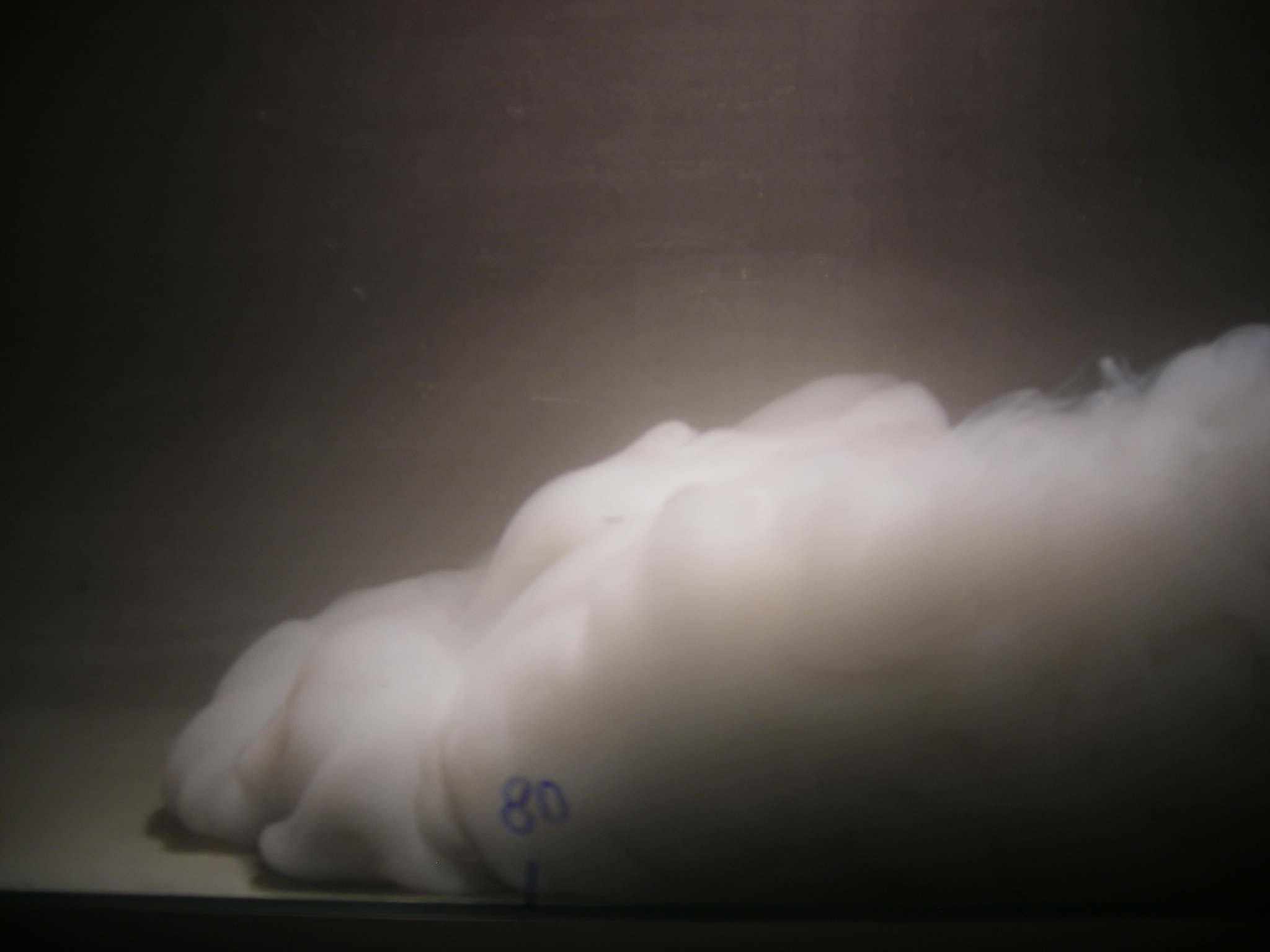
Modello sperimentale di flusso torbiditico, in veduta laterale
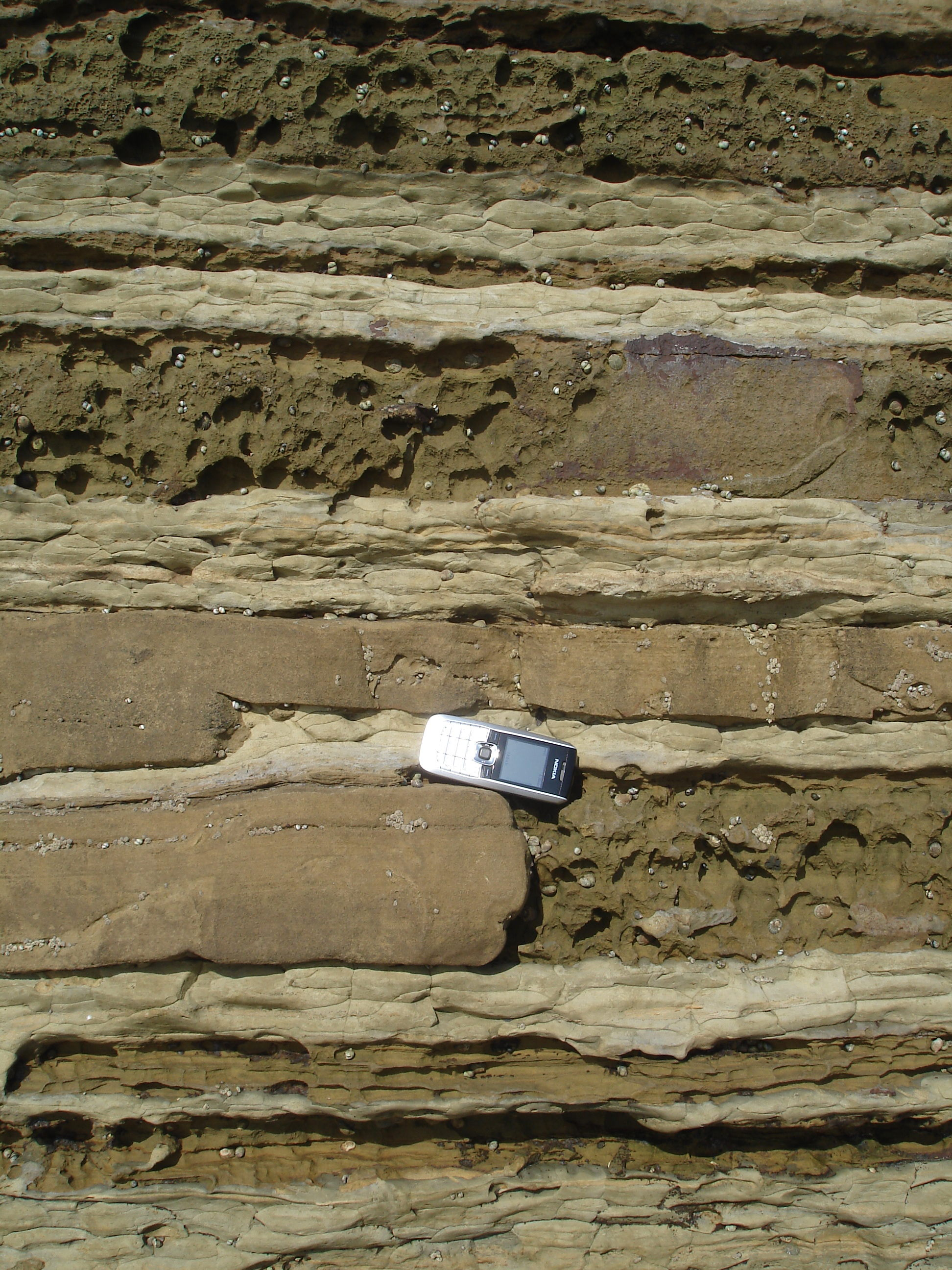
Sequenza di strati torbiditici prossimali, con spessore discontinuo lateralmente e gradazione normale alla base e laminazioni parallele verso l'alto (intervalli A-B), alternati ad argille e silt. San Diego, California
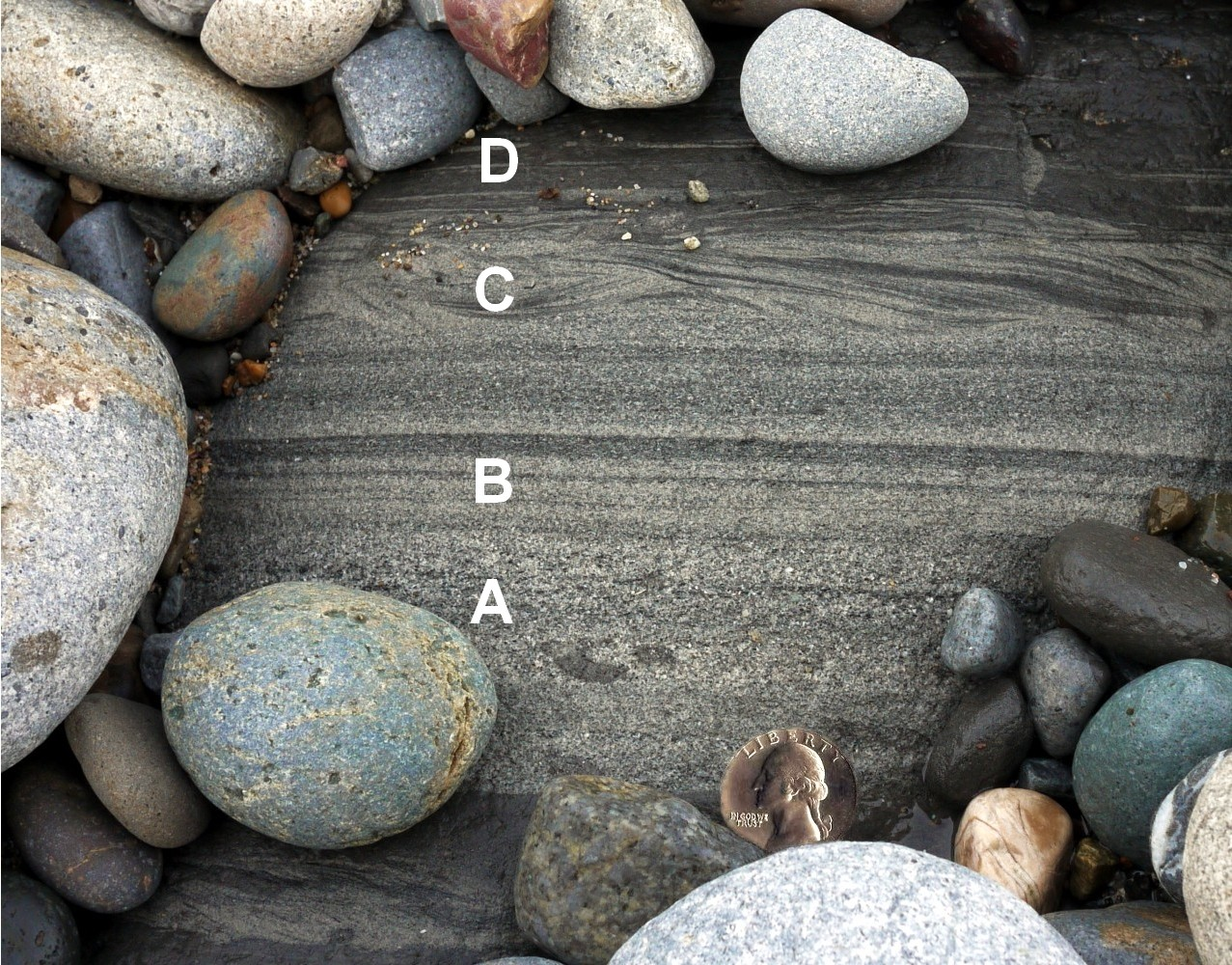
Ancora una sequenza di Bouma", in cui sono visibili gli intervalli da A a D. Nell'intervallo A sono visibili clasti (frammenti) di argille "strappate" al substrato dalla forza erosiva della corrente.
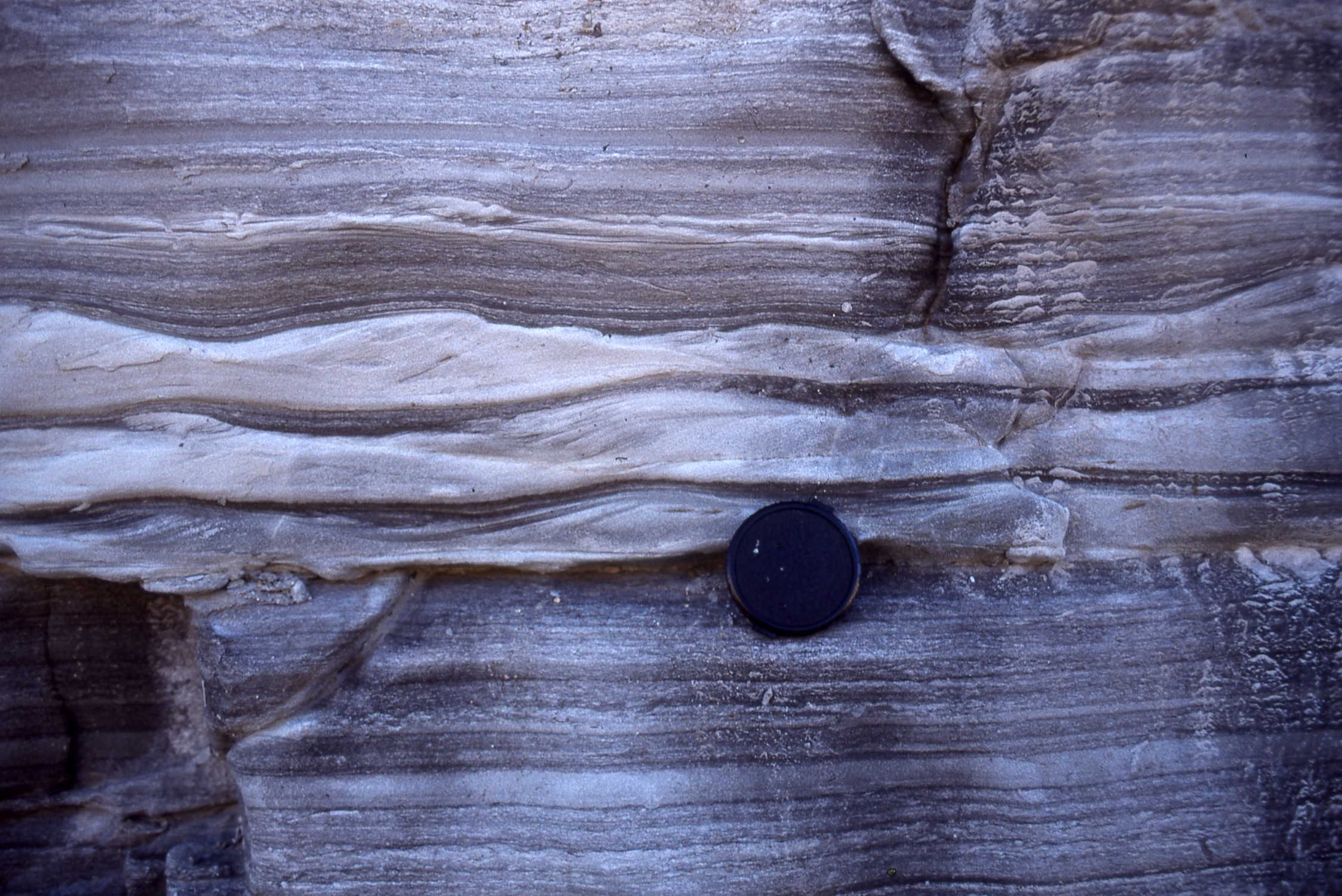
Particolare di depositi torbiditici da flussi a bassa densità; intervalli B-C-D della sequenza di Bouma.
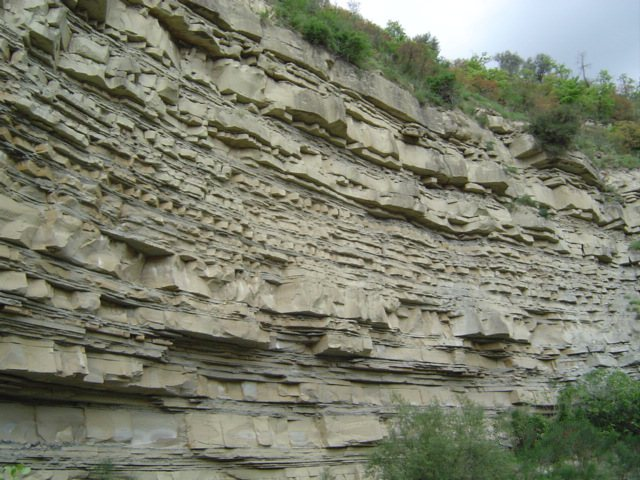
Sezione geologica di strati torbiditici. Flysh di Gorgoglione (Italia). Si tratta di lobi torbiditici (torbiditi distali) caratterizzati da morfologia tabulare, forte continuità laterale e spessore costante.
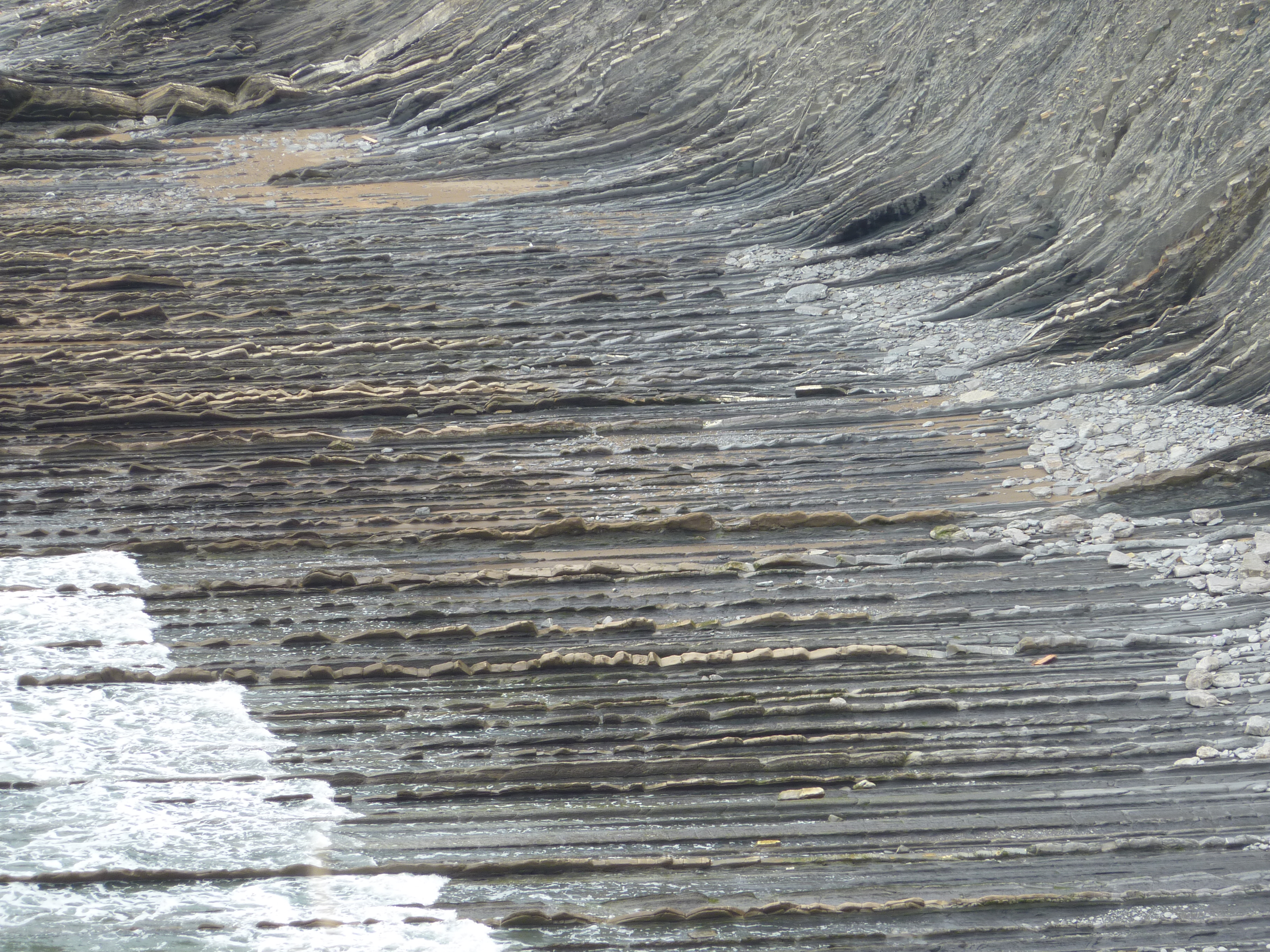
Strati torbiditici molto fini (spessore da decimetrico a centimetrico), di lobo distale, con elevata continuità laterale e spessore costante. Gli strati sono verticalizzati per opera della tettonica (da sub-orizzontali all'epoca della deposizione, sono stati deformati e sollevati fino ad assumere posizione verticale). Cordigliera Cantabrica (Spagna).

#### Torbiditi ad alta densità

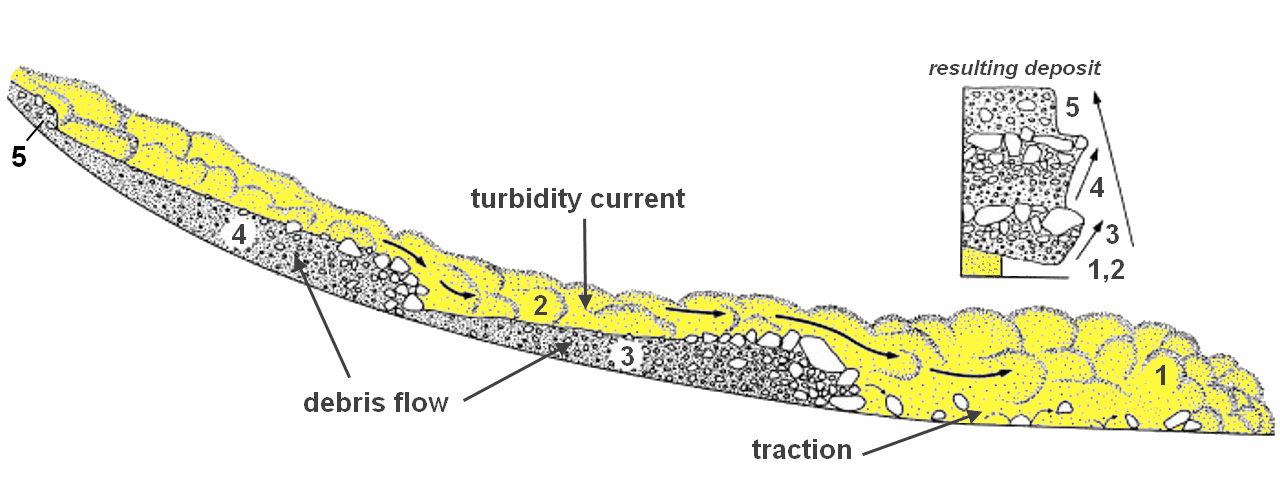
Schema che descrive le la genesi di flussi torbiditici ad alta densità, originati da colate di detrito (debris flow) da cui si segregano flussi più diluiti con caratteristiche trattive (grain flow e fluidized flow). Sono riportate anche le caratteristiche tessiturali (gradazione) dei depositi derivati. Spiegazione nel testo.

Come già riportato le torbiditi possono aver origine da eventi franosi (debris flow) di grande entità originati da shock sismici ovvero da instabilità dei sedimenti accumulati sulla scarpata continentale o ai margini dei canyon sottomarini, o ancora da eventi di piena catastrofica di origine fluviale che arrivano oltre il margine della piattaforma stessa. Le parti più prossimali di questi flussi, vicine alla sorgente del sedimento, sono caratterizzate da elevata turbolenza, da una grande quantità di sedimento in sospensione e da alta densità e viscosità, e danno luogo a depositi con caratteristiche decisamente diverse rispetto alla classica sequenza di Bouma. In effetti, già nei decenni immediatamente successivi agli studi di Bouma (primi anni 1960), si è evidenziata la difficoltà di descrizione di alcuni tipi di depositi strettamente associati a sedimentazione gravitativa in contesti di mare profondo utilizzando i termini dell'omonima sequenza; gli studi di D.R. Lowe (primi anni 1980) hanno fornito uno schema di sequenza alternativo per le torbiditi da flussi ad alta densità. A seconda delle caratteristiche di composizione originaria del sedimento interessato dal fenomeno e delle caratteristiche reologiche del flusso stesso possiamo avere:
- scivolamento sinsedimentario[8] (slump/slide): accumuli di strati avulsi dalla loro sede originale, scivolati lungo il pendio e parzialmente smembrati, in giacitura discordante rispetto agli strati in posto, spesso interessati da pieghe sinsedimentarie (disarmoniche, sovente coricate nella direzione di scivolamento); si tratta di "pacchi" di strati scollati e franati per instabilità del sedimento inconsolidato e/o per opera di un evento sismico. Sono comuni nel contesto della scarpata continentale e delle pareti di un canyon sottomarino, ma sono presenti diffusamente nelle parti più prossimali dei sistemi torbiditici in senso stretto.
- flusso di detrito (debris flow): flusso ad alta viscosità di sedimento spesso prevalentemente fangoso (mudflow) con caratteristiche coesive; i granuli sono supportati dalla marice argilloso-siltosa.
- flusso granulare (grain flow): flusso di tipo trattivo, caratterizzato da movimento dei clasti per rotolamento e scivolamento, con una forte componente di interazione (collisioni) tra i clasti stessi; i depositi derivati sono sabbie da medio-fini a grossolane, fino a conglomerati, spesso caratterizzati da laminazioni parallele od oblique a scala maggiore rispetto alla sequenza di Bouma. Possono comparire anche gradazioni inverse (con aumento della granulometria verso l'alto), determinate dal fatto che i granuli di diametro maggiore, dotati di maggiore energia cinetica, sono mantenuti in sospensione dalla componente della pressione (dispersive pressure) dovuta alle collisioni tra i medesimi, mentre i granuli di minor diametro tendono a deporsi tra i maggiori e al di sotto.
- flusso fluidificato o liquefatto (liquified/fluidized flow): i granuli sono tenuti in sospensione dalla pressione generata dalla turbolenza e dal movimento verso l'alto della massa d'acqua; i depositi originati da questi flussi sono caratterizzati spesso dalla presenza di strutture di "sfuggita d'acqua" (dewatering), che in sezione hanno l'aspetto di piatti con i margini rilevati (dish structures) o di veri e propri dicchi sedimentari, prodotti dall'acqua intrappolata entro il sedimento durante la deposizione in massa che si libera violentemente deformando il sedimento stesso.

Questi meccanismi generalmente non sono esclusivi ma corrispondono a diverse fasi del flusso, dando origine a depositi molto differenziati sia lateralmente (in direzione della corrente) sia verticalmente, per successiva separazione di materiale con caratteristiche granulometriche e reologiche diverse. Anche il meccanismo di trasporto all'origine del flusso torbiditico (frana sottomarina, flusso iperpicnale) e la composizione originaria del materiale disponibile mobilizzato concorrono a determinare il tipo e la successione dei depositi reali. Le torbiditi ad alta densità sono generalmente in posizione prossimale entro i sistemi torbiditici, e possono dare origine per differenziazione a flussi a bassa densità e conseguentemente ai depositi torbiditici di Bouma. La sequenza di eventi più probabile (in ordine di densità decrescente) è la seguente:
SLUMP/SLIDE → MUDFLOW (COHESIVE DEBRIS FLOW) → GRAIN FLOW → LIQUIFIED/FLUIDIZED FLOW → TURBIDITY LOW DENSITY CURRENT
Per quanto detto sopra, tuttavia, nei depositi reali possono mancare termini corrispondenti ad alcune fasi del flusso, in ragione della distanza dalla sorgente del flusso stesso e della sua composizione. Come si vede, le torbiditi ad alta densità costituiscono i termini prossimali delle torbiditi "classiche" di Bouma. La prevalenza delle une piuttosto che delle altre dipende dalla posizione dei depositi entro il sistema torbiditico, e dalle caratteristiche del sistema torbiditico stesso in risposta alle condizioni di messa in posto dei sedimenti più in generale, delle condizioni ambientali al contorno (variazioni del livello del mare, disponibilità e tipologia di sedimenti).

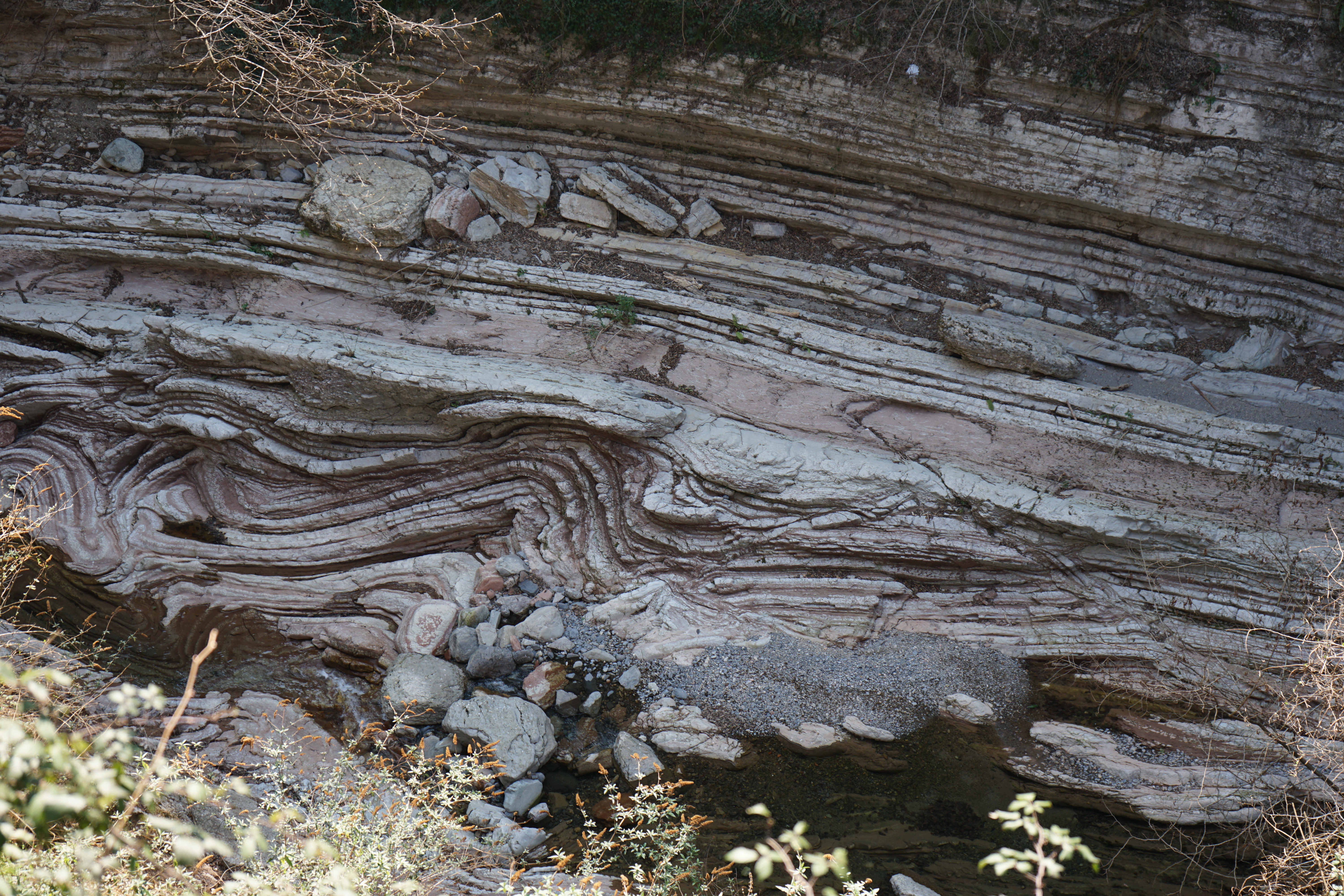
Pieghe sinsedimentarie (slump) in sedimenti emipelagici carbonatici
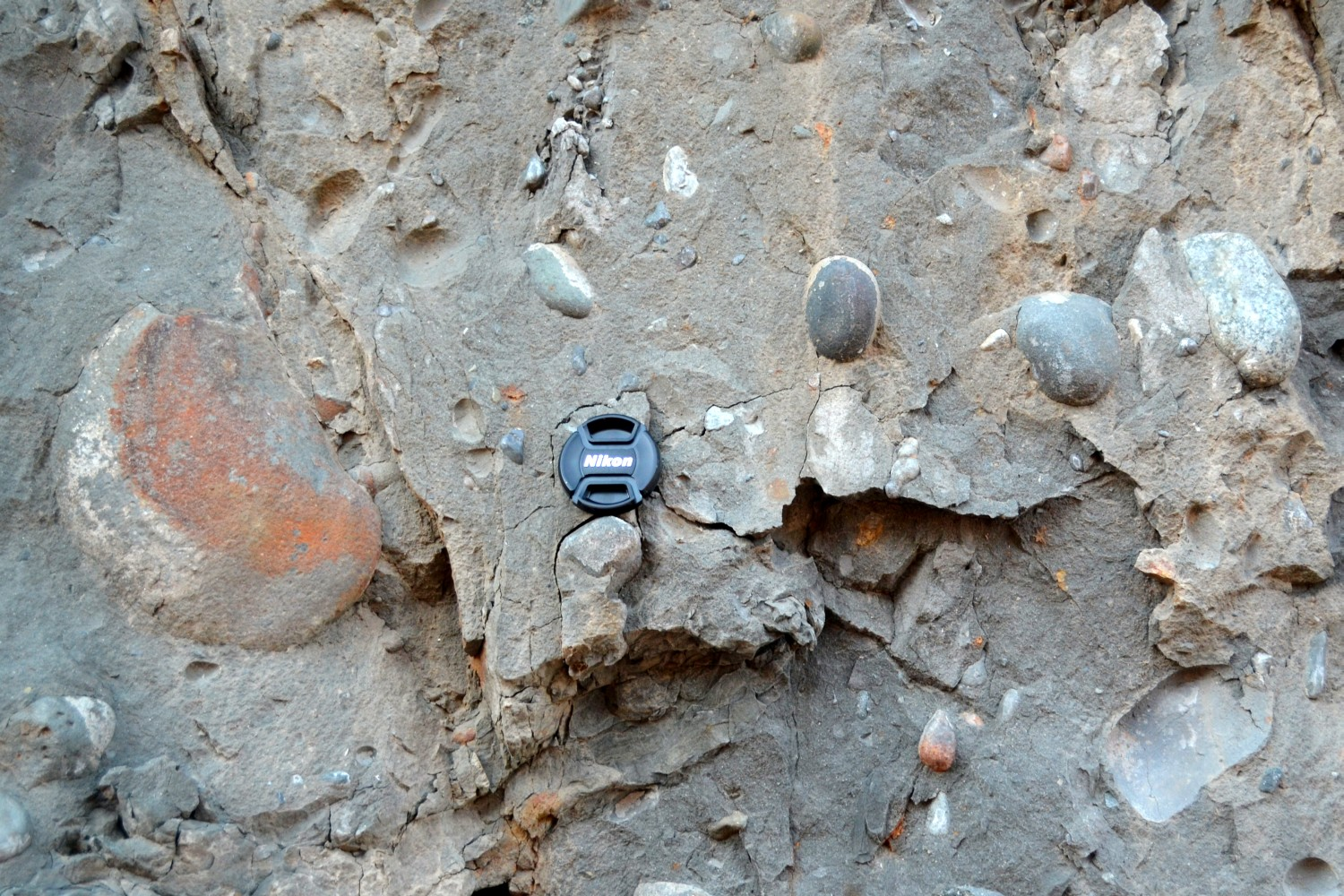
Deposito di debris flow (pebbly mudstone) originato da un flusso prevalentemente fangoso (mudflow) con clasti arrotondati (ciottoli) in sospensione
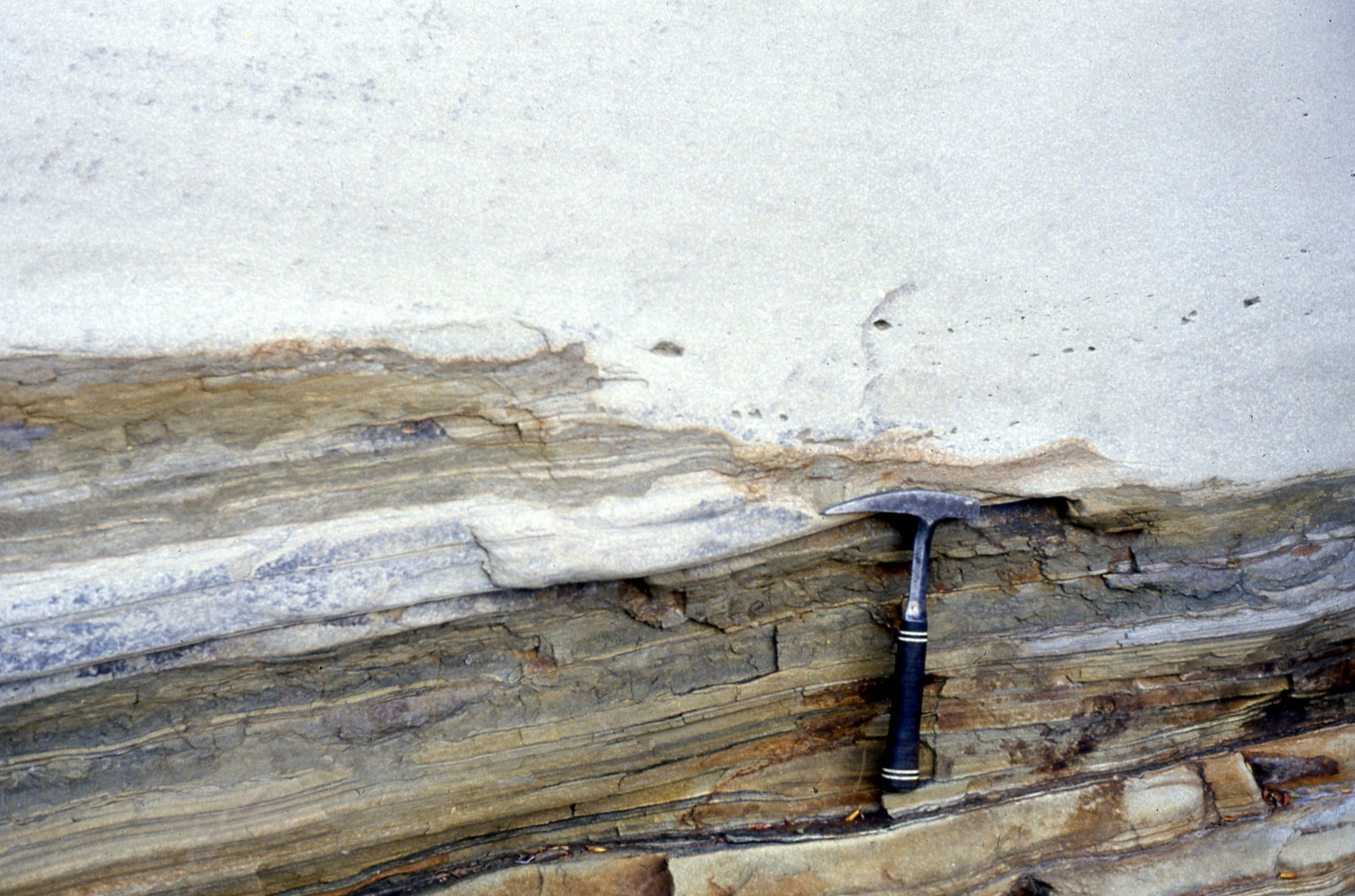
Deposito torbiditico sabbioso massivo da flusso ad alta densità che incide e "taglia" depositi torbiditici sottostanti a bassa densità
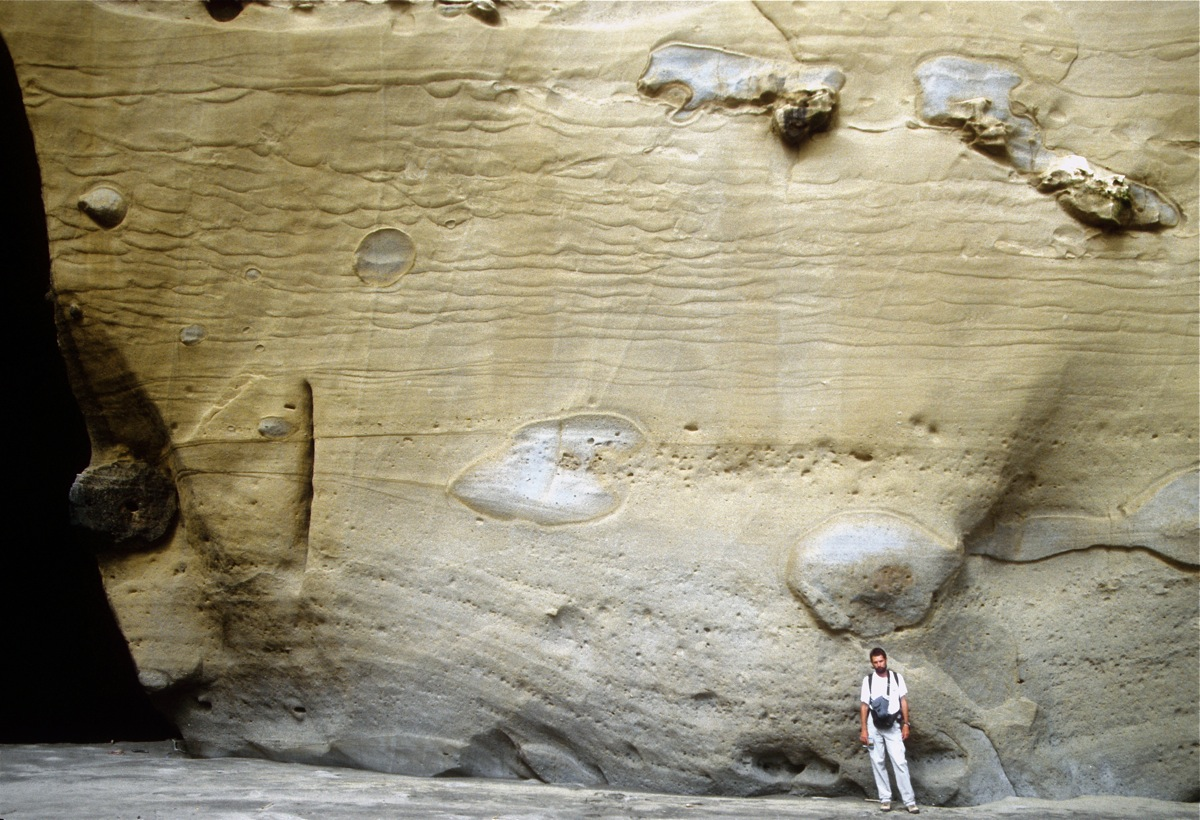
Deposito torbiditico sabbioso da flusso ad alta densità di tipo trattivo, con laminazioni incrociate. Verso l'alto compaiono strutture (dish structure) di "sfuggita d'acqua" (dewatering).
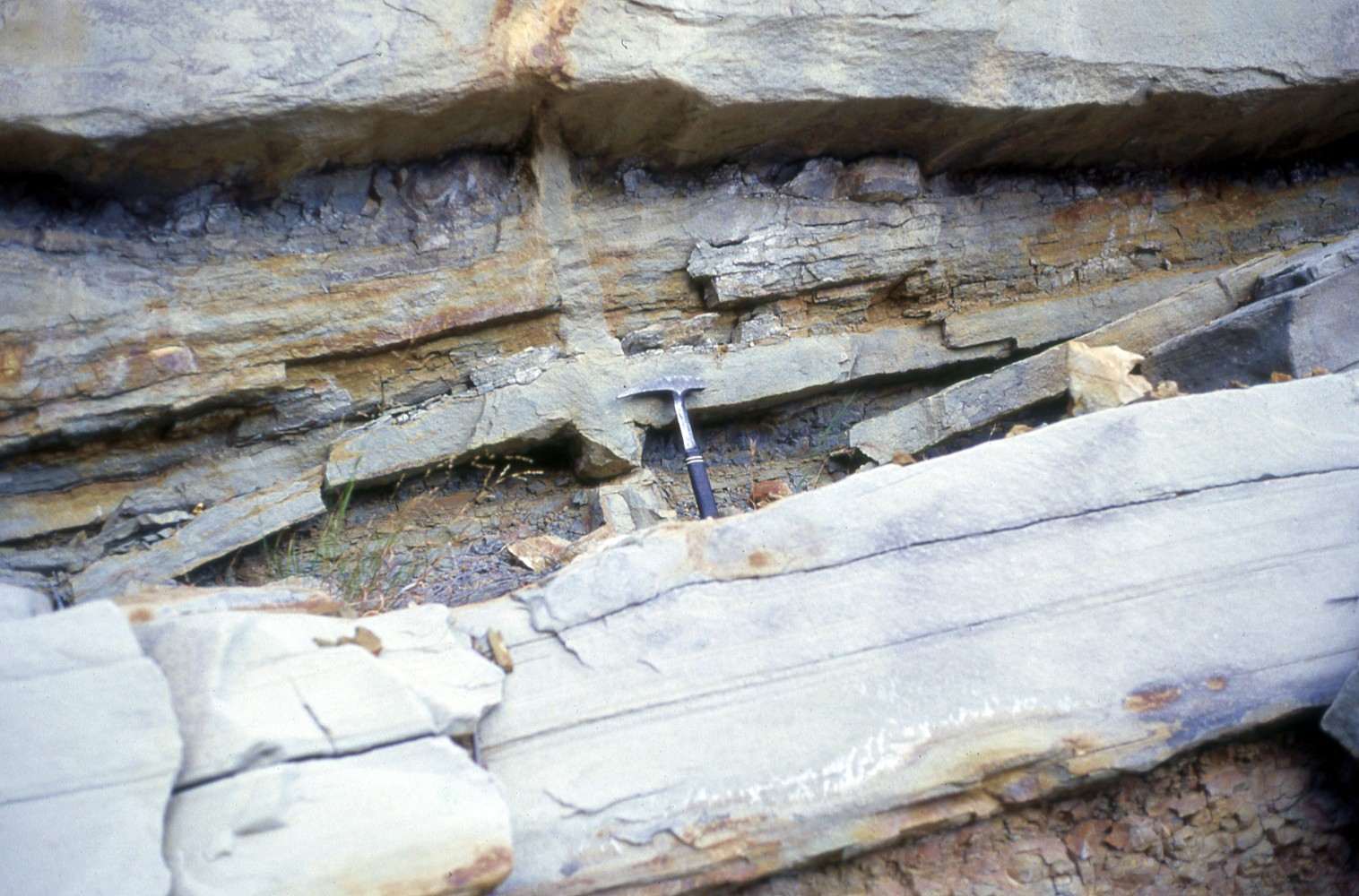
Dicco sedimentario di sfuggita d'acqua (dewatering), indicato dal martello, che ha "perforato" lo strato argilloso soprastante l'arenaria (in basso nella fotografia)
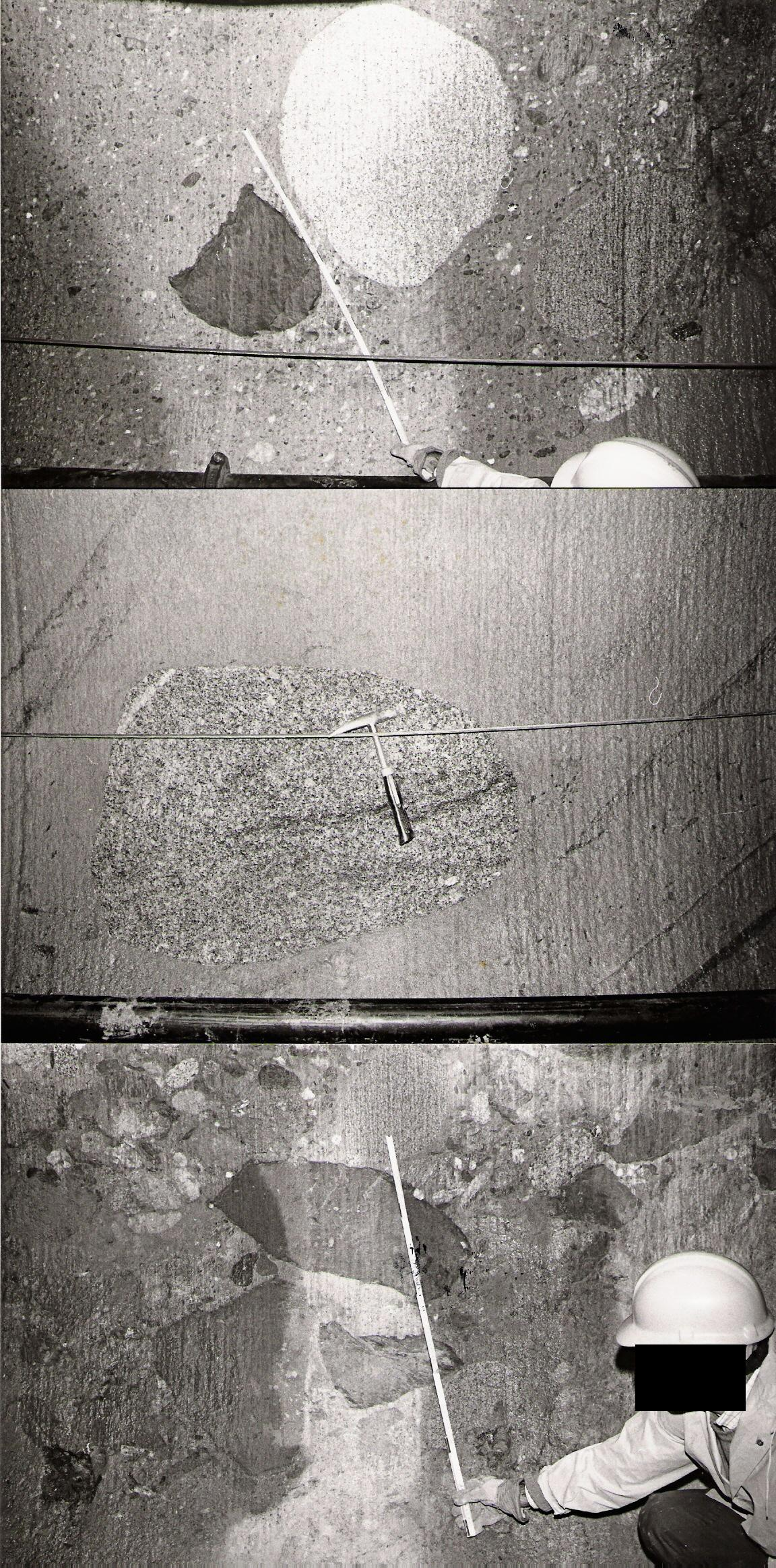
Depositi torbiditici molto prossimali, composti di sedimenti caotici e molto eterometrici (cioè mal selezionati, con granulometria molto eterogenea). Si vedono sabbie grossolane, ciottoli, massi e grossi frammenti di argilla e silt "strappati" al substrato della scarpata continentale dalla forza della corrente (i "massi" scuri e spigolosi). Como, galleria ferroviaria Monte Olimpino 2. Oligocene.
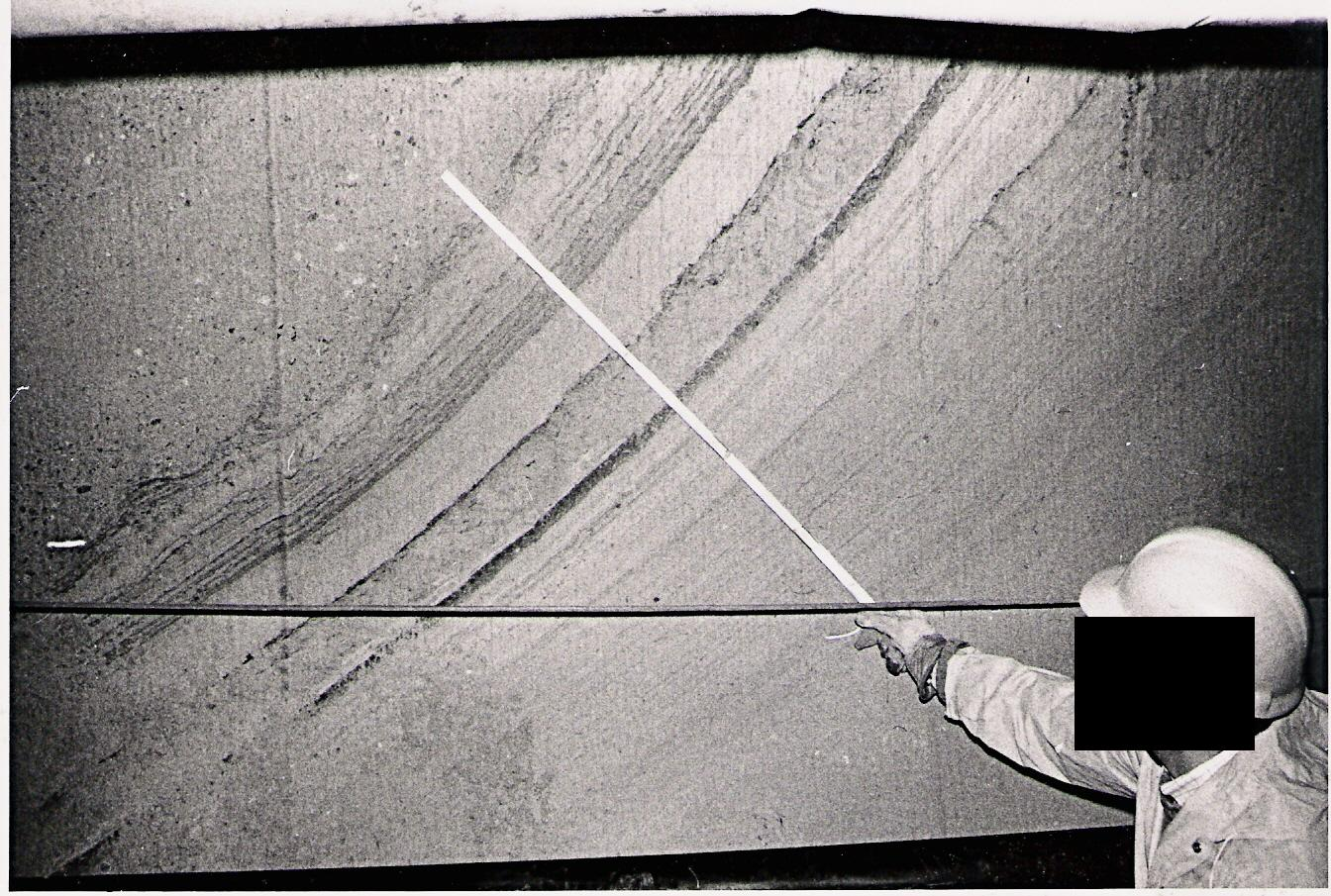
Depositi torbiditici prossimali in sezione. Il livello indicato dal metro è a base erosiva (irregolare), "scavata" nei sedimenti più fini sottostanti e con gradazione normale (la granulometria decresce verso l'alto col diminuire della velocità della corrente). Questi depositi sono transizionali a torbiditi a bassa densità. Como, galleria ferroviaria Monte Olimpino 2. Oligocene.

### Depositi torbiditici

#### Generalità
I depositi sedimentati per opera delle correnti torbide sono chiamati torbiditi. I depositi torbiditici possono dare luogo a corpi sedimentari di notevole entità: le conoidi sottomarine. Si tratta di corpi le cui dimensioni e la cui morfologia e organizzazione interna dipendono da svariati fattori. I principali sono:
- la quantità e il tipo di sedimento che viene convogliato dalla piattaforma continentale al bacino[11]. Il sedimento può derivare sia da una connessione diretta con un sistema fluviale (è il caso del Nilo, del Congo o del Gange) sia da eventi sismici che possono provocare estesi franamenti del margine della piattaforma continentale.
- l'entità del gradiente topografico (ovvero l'inclinazione del pendio su cui scorre la corrente torbida).
- la morfologia del bacino e della scarpata continentale: le torbiditi possono deporsi in una piana sottomarina, formando corpi sedimentari estesi e a forma di ventaglio, oppure in bacini confinati (delimitati cioè da elementi morfologici di origine tettonica, come faglie o pieghe), assumendone la forma.

Le conoidi torbiditiche si depongono in mare profondo, nella parte basale della scarpata continentale e nella piana abissale, per l'azione di flussi correnti torbide derivate da frane sottomarine al margine superiore della piattaforma continentale, generate in seguito a eventi sismici o tempeste, o convogliate direttamente dalle foci dei fiumi. Le dimensioni di questi corpi sedimentari variano da pochi chilometri di estensione fino a sistemi che coprono più di un milione di chilometri quadrati e costituiscono alcune tra le strutture geomorfologiche più vaste sulla Terra. Le conoidi attuali più grandi sono sempre composte da materiale terrigeno clastico derivato da grandi sistemi fluviali presenti a monte, sul continente; le correnti torbide possono mobilizzare anche materiale carbonatico derivato da piattaforme continentali a sedimentazione carbonatica o mista, ma in questo caso i sedimenti torbiditici raramente formano conoidi e risultano più frequentemente disposti in fasce di detrito. 
Le correnti di torbidità scorrono dapprima entro canyon sottomarini scavati al margine della piattaforma continentale dall'erosione operata del susseguirsi di eventi torbiditici, poi, quando i canyon "sfociano" al piede della scarpata nella piana abissale, i flussi si espandono rallentando e diluendosi e perdono gran parte della loro capacità di carico, deponendo gradualmente i sedimenti trasportati.

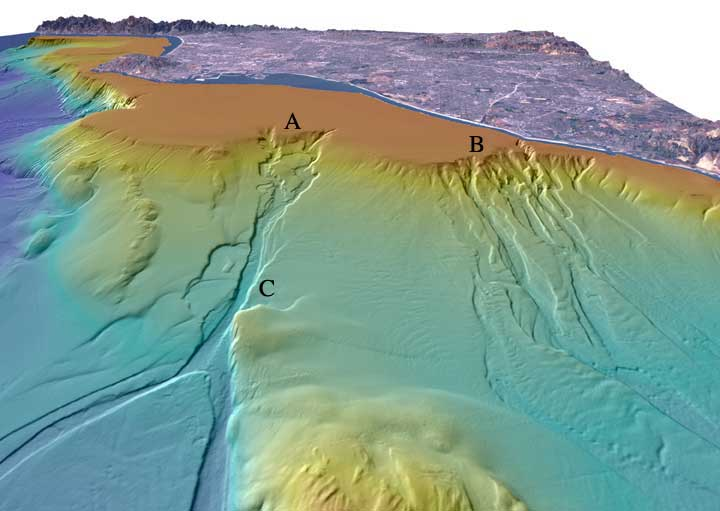
Diagramma prospettico di canyon sottomarini incisi nella piattaforma continentale presso Los Angeles (USA). La distanza rappresentata in ampiezza è circa 17 km. L'ampiezza del canyon A nel punto C è 815 m e la profondità dell'incisione nei sedimenti della scarpata continentale è circa 25 m.
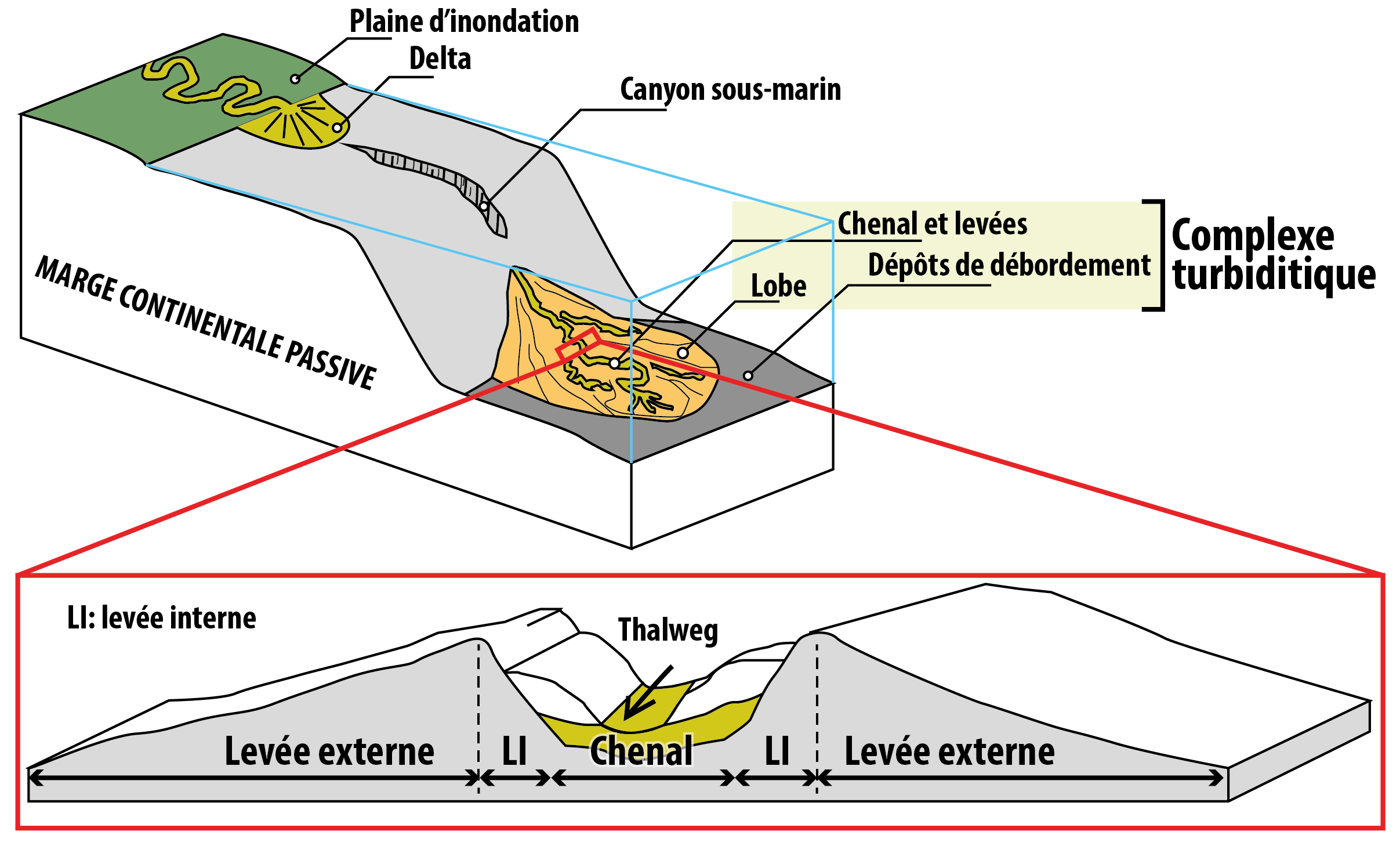
Un sistema torbiditico e le sue relazioni con il margine continentale

#### Descrizione

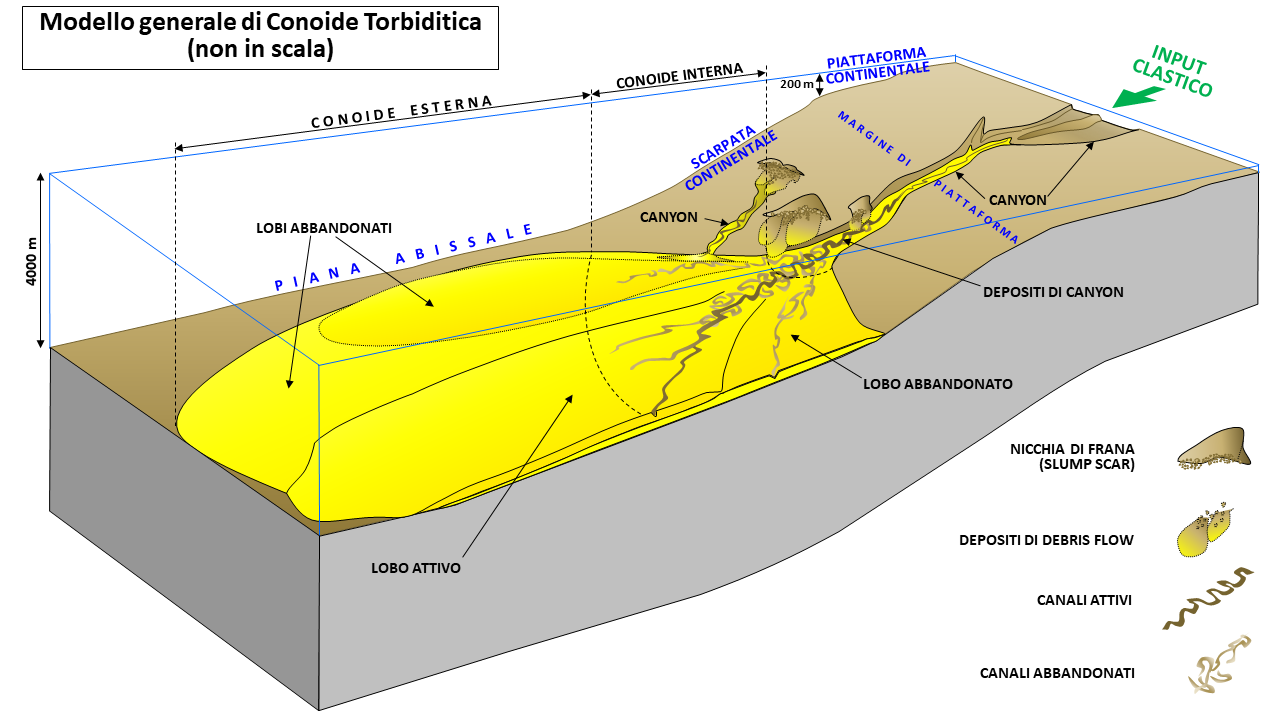
Schema ideale in prospettiva di una conoide torbiditica, nella quale è visibile l'architettura interna di questo tipo di sistema deposizionale

Abbiamo due tipi principali di corpi sedimentari, cui corrispondono diverse morfologie e tipologie di depositi. Nelle aree più prossimali (parte distale del canyon sottomarino e conoide interna) dove prevalgono i processi erosivi, i sistemi torbiditici danno spesso luogo a una morfologia simile a quella fluviale, con veri e propri canali, con morfologia meandriforme. Nelle parti distali del sistema torbiditico (conoide esterna e raccordo con la piana abissale) prevalgono invece i processi deposizionali, con depositi meno confinati e più sviluppati in ampiezza, che si definiscono lobi deposizionali. 
La stratificazione è generalmente grossolana nelle aree prossimali, con banchi sabbiosi o arenacei di spessore anche notevole (fino a diversi metri), a base erosiva e spesso con scarsa continuità laterale, deposti prevalentemente da correnti torbide ad alta densità. La stratificazione è invece fine, con alternanze tra livelli arenacei più o meno sottili e livelli pelitici, nelle aree distali, ove prevalgono le correnti torbide a bassa densità. 
Canali. I canali sono normalmente incisi in sedimenti torbiditici preesistenti (altri depositi di canale, di argine naturale o di lobo); i più grandi esempi, sia attuali sia fossili, sono ampi diversi chilometri e profondi fino a oltre un centinaio di metri e riempiti di depositi prevalentemente grossolani (sabbie grossolane e ghiaie) derivati da correnti torbide ad alta densità, la cui estensione laterale è limitata all'ampiezza del canale stesso. Le correnti torbide individuali che percorrono i canali sono in massima parte confinate in essi, ma la parte superiore di questi episodi, costituita da correnti torbide diluite, può tracimare dal canale formando depositi fini di argine naturale (channel levee). Questi ultimi sono costituiti da successioni spesse anche centinaia di metri di alternanze fini sabbie-argille (sequenze TC-E, TB-E) con geometria a cuneo ad angolo molto basso, che si assottiglia verso l'esterno del canale.
Lobi. I lobi deposizionali si trovano all'estremità distale dei canali, ove le correnti torbide ormai diluite perdono capacità erosiva e quindi confinamento, espandendosi e depositando materiale più fine. Sono tipicamente depositi di forma ellittica o a ventaglio, con asse maggiore orientato nella direzione del flusso che li genera, convessi verso l'alto e poco rilevati rispetto all'area circostante, che possono essere spessi fino a decine e centinaia di metri e ampi fino a decine di chilometri. I lobi sono formati dalla sovrapposizione di singoli episodi torbiditici nel tempo, e sono quindi costituiti da alternanze di strati sabbiosi e siltoso-argillosi formati da sequenze di Bouma (in tutte espressioni di quest'ultima, dalle più prossimali alle più distali); in questa posizione si possono trovare sequenze di Bouma complete. Sovente l'organizzazione interna di un lobo riflette un pattern di progradazione, con un aumento più o meno graduale della granulometria e dello spessore degli strati sabbiosi verso l'alto (sequenza coarsening upward e thickening upward), talvolta chiusa verso l'alto da vere e proprie facies canalizzate (o comunque con base frequentemente erosiva). I lobi possono anche essere sovrapposti e giustapposti lateralmente, dando origine a pattern deposizionali complessi, anche per la natura randomica della sedimentazione torbiditica che tende facilmente a migrare lateralmente e i cui depositi tendono ad adattarsi alla morfologia preesistente, il che rende difficile e spesso aleatoria la correlazione laterale degli eventi.
Le parti più distali dei lobi sfumano in coltri di depositi torbiditici fini (turbidite sheets), formati dalle frazioni più fini e diluite dei flussi torbiditici (sequenze di Bouma TC-E, TB-E) e intercalati con depositi pelagici di piana bacinale, privi di trend significativi sia verticali sia laterali.

#### Tipologia
Vi sono vari scenari possibili per quanto riguarda la composizione litologica e le caratteristiche di architettura interna dei sistemi torbiditici:
- Sistemi ghiaioso-conglomeratici (gravel-rich systems). Sistemi composti da materiale grossolano fornito da corsi d'acqua di tipo intrecciato o delta-conoidi, che forma edifici con geometria a cuneo di dimensioni limitate al piede della scarpata continentale. Prevalenza di flussi ad alta densità.
- Sistemi sabbiosi (sand-rich systems). Sistemi con almeno il 70% di materiale sabbioso. La sorgente dei sedimenti è costituita da piattaforme continentali ricche di sabbia, in cui onde, tempeste e correnti hanno allontanato la maggior parte del materiale fine argilloso. Le correnti torbide ricche in sabbia e ad alta densità hanno scarsa efficienza e non percorrono grandi distanze, quindi questi edifici non sono particolarmente ampi (fino a 50 km di estensione); sono composti da canali e lobi prevalentemente sabbiosi, intercalati e separati da livelli argillosi che rappresentano aree inattive del sistema (in cui i flussi torbiditici non arrivano in determinati periodi).
- sistemi misti sabbioso-argillosi (mixed sand-mud systems). Sistemi con dal 30% al 70% di sabbia. Sono sistemi caratterizzati da trasporto più efficiente, con flussi torbiditici sia ad alta sia a bassa densità, quindi più estesi rispetto ai precedenti (da decine ad alcune centinaia di chilometri). Abbiamo dei sistemi canale-argine spesso ben sviluppati e lobi deposizionali ampi.
- Sistemi pelitici (muddy systems). I sistemi attuali di questo tipo sono i più estesi, alimentati da sistemi fluviali composti da grandi corsi d'acqua (come ad esempio il Gange-Brahmaputra), che trasportano alla foce grandi quantità di fango. Sono edifici estesi per centinaia (fino a migliaia) di chilometri, composti prevalentemente da sistemi canale-argine. I lobi deposizionali sono poco sviluppati.
- Megatorbiditi (megaturbidites/megabeds). Singoli episodi deposizionali corrispondenti a eventi catastrofici (ad esempio terremoti di notevole magnitudine o episodi di piena fluviale fuori dell'ordinario), possono dare origine a livelli spessi diverse decine di metri, definiti megatorbiditi o megabed che si depositano ricoprendo la morfologia preesistente. Questi livelli costituiscono spesso dei "livelli marker", cioè dei livelli guida per la stratigrafia di un'area bacinale, in quanto essendosi deposti in un tempo pressoché istantaneo su aree molto vaste si possono considerare isocroni. Un esempio molto citato è il Megabed di Missaglia, documentato nel Cretacico superiore del Bacino Lombardo.

Di seguito sono riportate le dimensioni (lunghezza x larghezza) di alcuni apparati torbiditici attivi attualmente (denominati come i sistemi fluviali collegati):
- Rodano (Europa occidentale) 166 x 166 km
- Congo (Africa occidentale) 520 x 185 km
- Gange-Brahmaputra (India) 2 570 x 1 091 km (la più grande conoide sottomarina del mondo, conosciuta anche come conoide sottomarina del Bengala)
- Mississippi (America settentrionale) 22 x 148 km

Tutti questi sistemi sono caratterizzati dalla presenza di canyon sottomarini che solcano la piattaforma continentale e di enormi edifici torbiditici alla base della scarpata continentale.
Formazioni geologiche italiane costituite in tutto o in parte da apparati torbiditici marini fossili sono la Formazione Marnoso Arenacea (Miocene), nell'Appennino centro-settentrionale, il Flysch Lombardo (Cretaceo Superiore) e la Gonfolite (Oligocene-Miocene) nelle Prealpi Lombarde.

### Fattori genetici

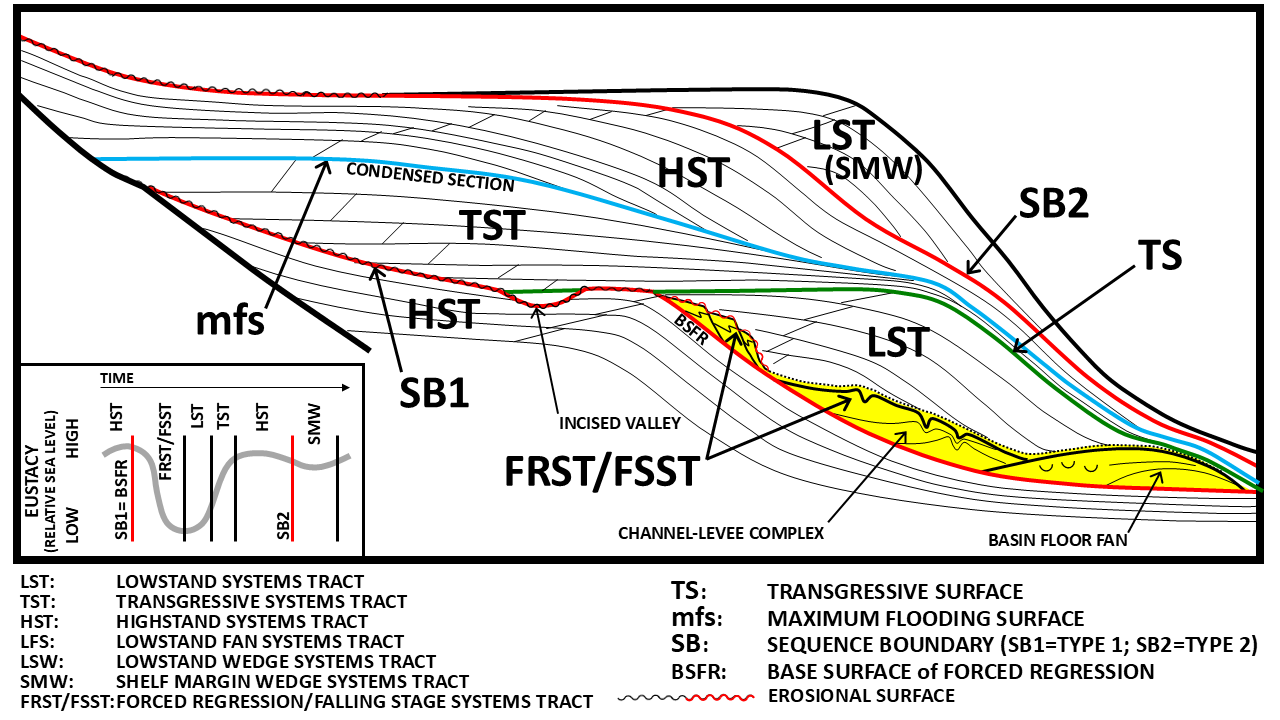
Modello generale di stratigrafia sequenziale (non in scala) che mostra la posizione dei sedimenti torbiditici durante il periodo di abbassamento del livello di base (entro la parte in giallo)

Le torbiditi di mare profondo hanno una precisa relazione con le variazioni del livello marino, e in particolare con i cicli eustatici determinati dalle variazioni climatiche. Secondo i principi della stratigrafia sequenziale, le torbiditi si depongono prevalentemente durante la fase di abbassamento più rapido del livello marino (corrispondente secondo il modello glacioeustatico a una fase climatica fredda), quando gran parte della piattaforma continentale viene portata in affioramento subaereo ed è soggetta a erosione (fase iniziale del Falling Stage System Tract). L'abbassamento del livello di base porta i corsi d'acqua a incidere profondamente la piattaforma, convogliando i sedimenti rapidamente oltre il margine della stessa. In questa fase, la rapida caduta del livello marino non consente la formazione di depositi costieri intermedi estesi (i sistemi litorali e delizi sono assenti o poco sviluppati, per l'estrema riduzione dello spazio tra la costa e il margine della piattaforma continentale).
I sedimenti mobilizzati dai flussi torbiditici si depongono quindi in misura minore sulla scarpata continentale, soprattutto entro la parte distale dei canyon sottomarini, e prevalentemente al piede della scarpata continentale e nella parte prossimale della piana abissale, in forma di conoidi sottomarine (basin floor fan) caratterizzate generalmente da un elevato rapporto sabbia/argilla (sistemi sabbiosi o misti).
Con il rallentamento della caduta del livello marino (fase tarda di Falling Stage System Tract) riescono a impostarsi sistemi costieri al margine della piattaforma continentale; i flussi torbiditici diminuiscono di volume e si fanno più diluiti, dando luogo a sistemi tipo argine-canale (channel-levee) meno sabbiosi (sistemi da misti a pelitici, complessivamente con medio-basso rapporto sabbia/argilla).

L'innesco di una sedimentazione di tipo torbiditico può essere dovuto anche a ragioni tettoniche, per un aumento della subsidenza causato da sprofondamento tettonico, ad esempio in seguito all'apertura di un rift, che determina l'individuazione di un'area bacinale in cui vengono convogliati sedimenti erosi dalle aree emerse circostanti; un esempio classico sono le torbiditi eoceniche deposte entro il Viking graben nel contesto di rift del Mare del Nord. Inoltre, le torbiditi si depongono spesso in aree tettonicamente attive con tettonica di tipo compressionale. Si tratta di sedimenti tipici di bacini al margine di catene montuose (avanfosse) in fase di sollevamento (orogenesi). Secondo un classico modello deposizionale, questi bacini vengono invasi e colmati durante le fasi orogenetiche attive da sedimenti di tipo torbiditico definiti flysch, in seguito all'erosione rapida dell'area di catena emersa.

## Altri tipi di depositi da corrente torbida
Le torbiditi sono principalmente sedimenti marini profondi, tuttavia si possono verificare meccanismi di sedimentazione del tutto analoghi a quelli delle torbiditi anche in altri contesti deposizionali:
- in mare basso (nell'ambito della piattaforma continentale, entro i primi 200 m di profondità); si tratta in questo caso tipicamente di depositi di prodelta;
- in bacini lacustri di ambiente continentale, per fenomeni franosi e per la presenza di delta lacustri.

In questi casi, si parla più propriamente di depositi da flusso iperpicnale, cioè deposti per graduale perdita di carico da parte di correnti a densità maggiore rispetto alla massa d'acqua nella quale si muovono.
I flussi iperpicnali, quando sono particolarmente "concentrati", cioè quando il flusso in entrata è particolarmente denso (nel caso di piene fuori dell'ordinario fino a catastrofiche), hanno caratteristiche di turbolenza e densità decisamente maggiori dell'acqua marina. In questo caso il flusso (con l'eccezione di frazioni molto fini e detriti vegetali molto leggeri) si "incunea" sotto la massa d'acqua ricevente, mantenendo la propria individualità. Questi flussi possono viaggiare a contatto con il fondale per una distanza anche notevole (chilometri, fino a decine di chilometri), formando depositi di tipo torbiditico definiti iperpicniti. Nel caso di flussi particolarmente densi e turbolenti (flussi "iperconcentrati"), si ha una sospensione di sedimento con acqua dolce interstiziale (praticamente un'emulsione). In questi casi, tutto il flusso in entrata diviene iperpicnale e non si forma nemmeno uno strato superficiale ipopicnale, ma anche il materiale più leggero (acqua dolce, argilla, materiale vegetale) viene convogliato in profondità. In ambiente marino, perché la corrente in entrata possa raggiungere una densità maggiore dell'acqua di mare (più salata) è necessaria una concentrazione di sedimento in sospensione di almeno 35-45 kg/m3. Questo vuol dire che (a parità di velocità e portata) in acqua dolce (ambiente lacustre), i flussi iperpicnali sarebbero molto più comuni, in quanto è sufficiente 1 kg/m3 di sedimento in sospensione perché un flusso diventi iperpicnale. Questi depositi (sia attuali sia fossili) sono tuttavia conosciuti soprattutto in ambiente marino poco profondo. In questo contesto, sono da considerarsi ormai depositi marini di piattaforma continentale (e non depositi di transizione, come nel caso dei depositi di prodelta). I flussi iperpicnali d'altro canto possono oltrepassare il margine della scarpata continentale (in caso di eventi di piena eccezionali) o incanalarsi in canyon sottomarini e dare luogo e veri e propri flussi torbiditici e ai depositi correlati di mare profondo.
I flussi iperpicnali danno luogo a depositi caratterizzati nella parte basale da gradazione inversa (aumento della granulometria verso l'alto), prodotta dalla testa avanzante del flusso, seguita da gradazione diretta (diminuzione della granulometria verso l'alto), prodotta dal flusso calante e dalla decantazione del materiale più fine in sospensione. Questi flussi hanno capacità erosiva e scavano canali anche di notevole lunghezza (fino a un centinaio di chilometri) nei sedimenti della piattaforma continentale, alla fine dei quali si formano depositi a lobo anche di notevole estensione (chilometri e decine di chilometri quadrati) con morfologia poco rilevata se il bacino ricevente ha morfologia regolare, mentre tendono a ricoprire e ad adattarsi alla morfologia preesistente riempiendo gli avvallamenti in presenza di morfologia accidentata.

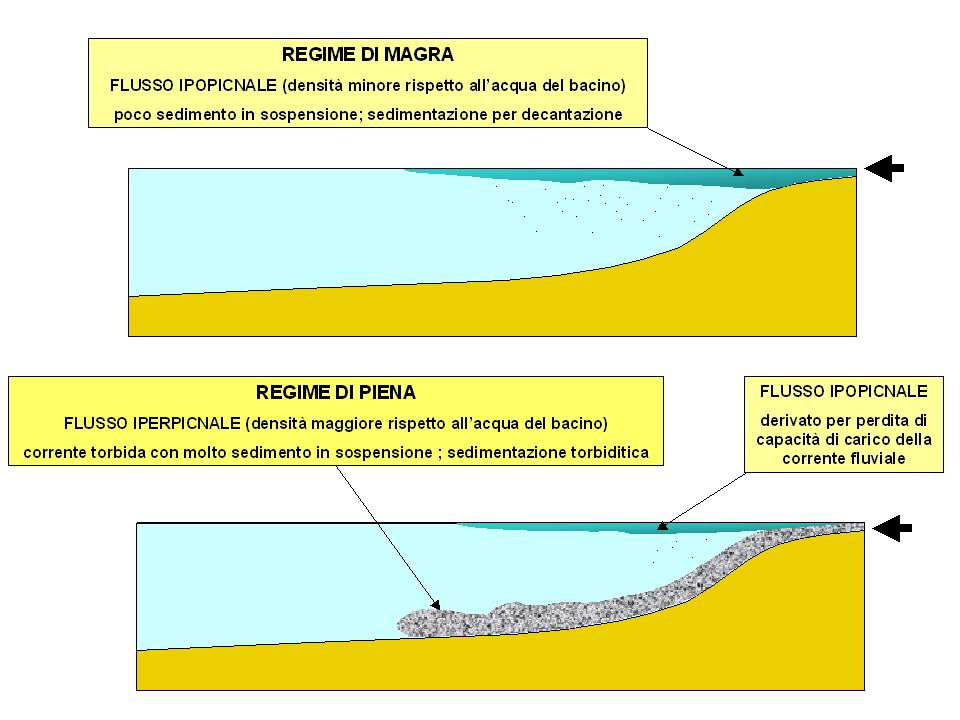
Regimi di flusso in un delta. Nel periodo di magra il carico in sospensione della corrente fluviale entrante dà origine a flussi ipopicnali (con densità minore rispetto alle acque del bacino), che depongono sedimento per decantazione. In regime di piena, il carico di fondo della corrente fluviale dà origine a flussi iperpicnali (più densi rispetto alle acque del bacino), con deposizione di sedimenti grossolani di tipo torbiditico.
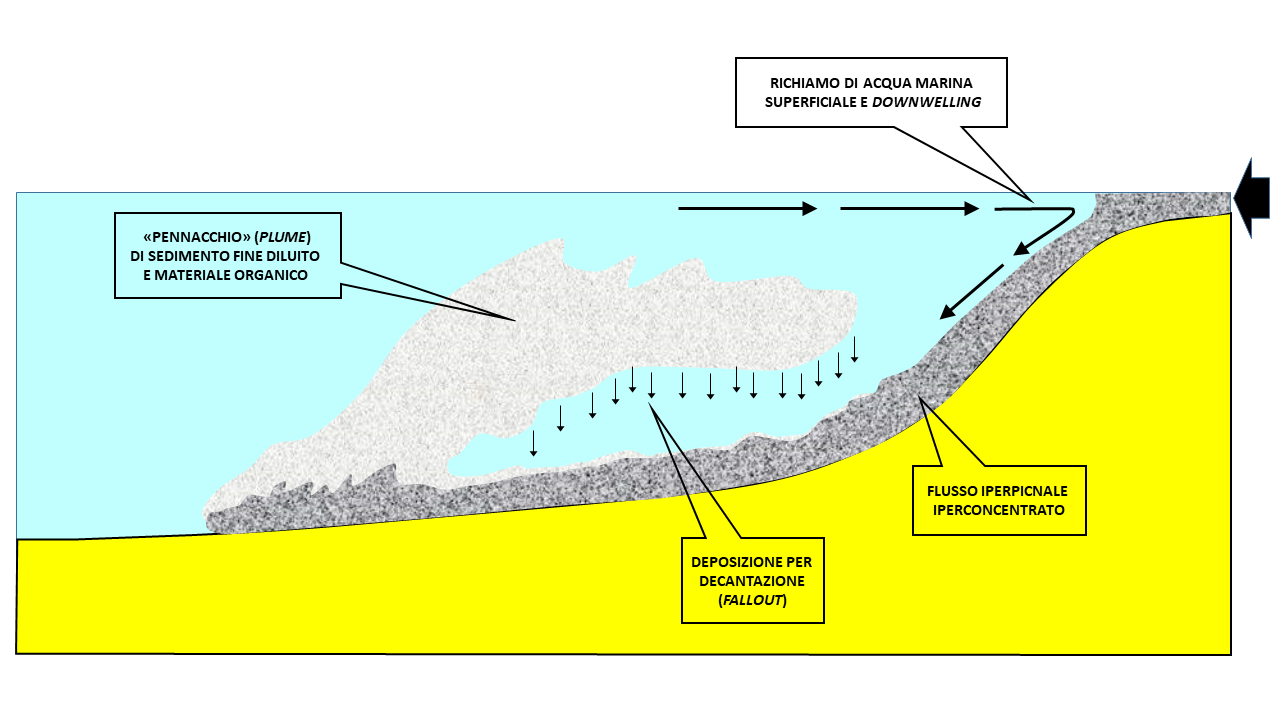
Rappresentazione schematica di un flusso iperpicnale iperconcentrato, conseguente a un episodio di piena catastrofico. Il flusso è così denso e turbolento che si incunea sotto l'acqua marina richiamandola verso la foce e inducendola a sprofondare (downwelling). In queste condizioni non si forma uno strato superficiale di acqua dolce e sedimento fine diluito. Il flusso in profondità gradualmente perde l'acqua dolce interstiziale e il materiale più fine e leggero che si segregano in un "pennacchio" (plume) da cui questo materiale si sedimenta per decantazione (fallout).
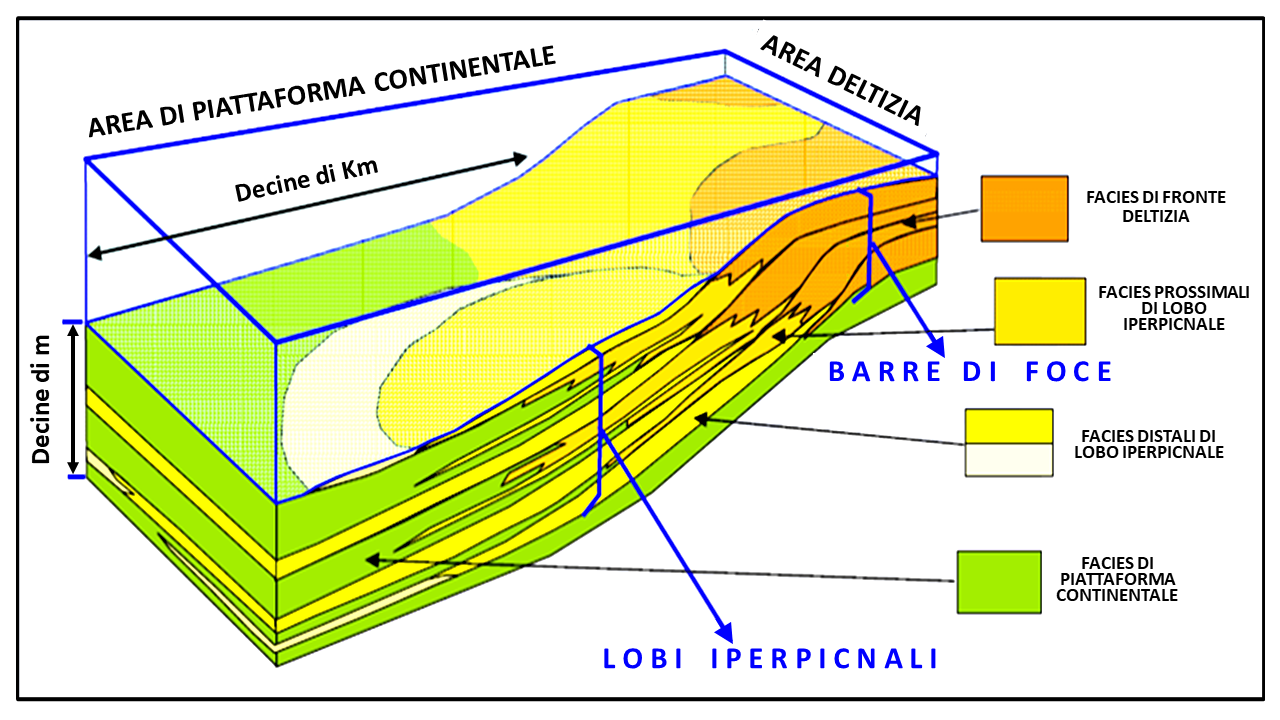
Modello generale di facies di lobo iperpicnale

## Potenziale di ricerca degli idrocarburi
In presenza di fattori favorevoli di ordine stratigrafico e strutturale, le torbiditi e le iperpicniti possono costituire importanti rocce serbatoio di idrocarburi (olio e gas), e sono quindi un obiettivo primario dell'esplorazione petrolifera, nell'ambito della quale rivestono una importanza sempre crescente. I sedimenti clastici dei sistemi torbiditici sono spesso interdigitati con peliti bacinali o di scarpata continentale ricche in materia organica che possono costituire delle rocce madri; gli idrocarburi generati in opportune condizioni di temperatura possono quindi eventualmente migrare entro sedimenti torbiditici dotati di buone caratteristiche di porosità e permeabilità. Nelle facies di lobo si hanno in genere buone caratteristiche di continuità laterale del reservoir, mentre nelle facies canalizzate la continuità può essere scarsa e il reservoir può essere eterogeneo. D'altro canto, l'anisotropia può essere elevata, soprattutto nelle facies di lobo, con permeabilità verticale del reservoir significativamente minore rispetto alla permeabilità orizzontale a causa dell'alternanza di litologie sabbiose permeabili e argilloso-siltose a bassa permeabilità. La selezione dei clasti nelle torbiditi è generalmente minore di quella di sedimenti fluviali, soprattutto nelle torbiditi ad alta densità, con un sistema poroso complessivamente meno efficiente, minore porosità e permeabilità; nonostante ciò questi sedimenti possono costituire ottimi reservoir se caratterizzati da un elevato rapporto sabbia/argilla. Le trappole possono essere sia di tipo stratigrafico (ad esempio determinate dalla terminazione di una conoide torbiditica contro il margine della scarpata continentale, o dal rilievo paleo-topografico stesso della conoide) sia strutturale (determinate ad esempio dalla deformazione degli strati dovuta all'attività diapirica), o dall'attività tettonica in generale. Le attività di esplorazione nel Golfo del Messico e nell'Atlantico al largo della costa dell'Africa occidentale, ad esempio, sono ormai focalizzate quasi interamente sulla ricerca di depositi torbiditici sepolti sotto coltri di sedimenti spessi fino ad alcune migliaia di metri (con battente d'acqua fino a oltre 1 000 m), e che sono stati interessati dalla migrazione e dall'intrappolamento di idrocarburi.